# Expo 2000

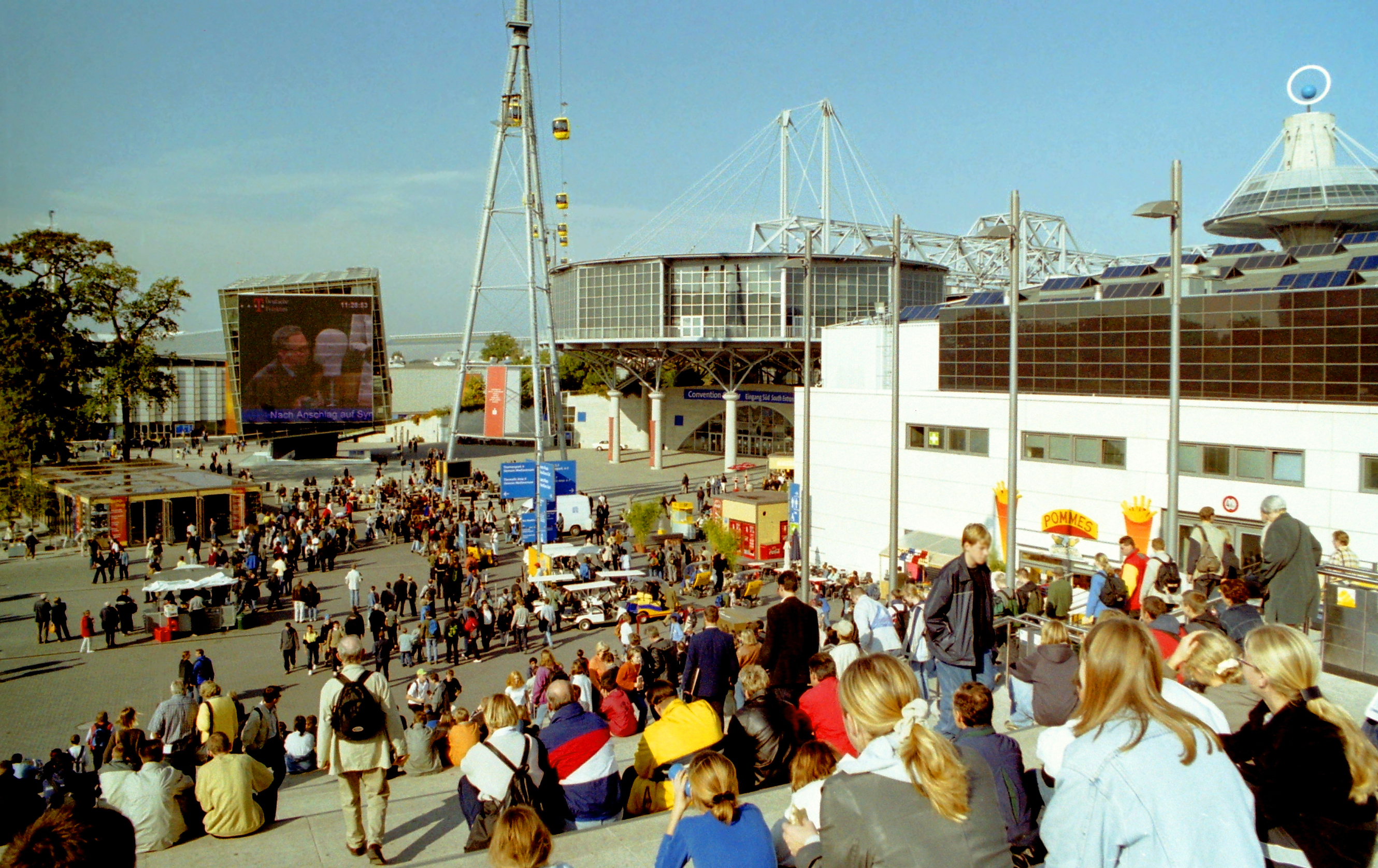
Besucher auf dem Gelände der Expo 2000

Die Expo 2000 war die erste beim Bureau International des Expositions registrierte Weltausstellung in Deutschland. Sie stand unter dem Motto „Mensch, Natur und Technik – Eine neue Welt entsteht“ und hatte etwa 18 Millionen Besucher. Die Ausstellung fand vom 1. Juni 2000 bis zum 31. Oktober 2000 auf einer Fläche von 160 Hektar auf dem Messegelände und einem benachbarten Freigelände am Kronsberg in Hannover statt.

## Bewerbung

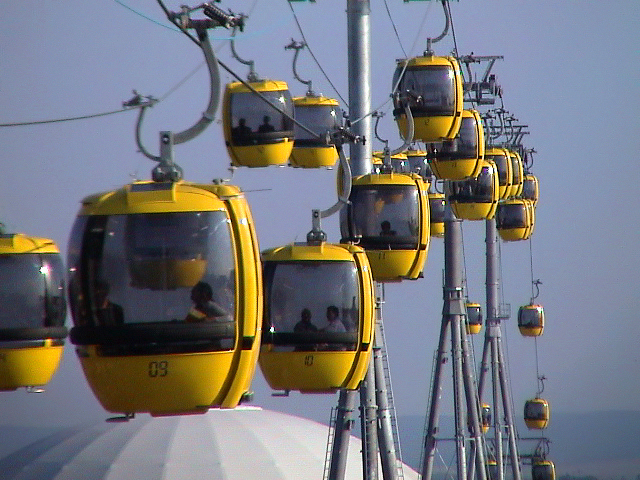
Seilbahn von der mittleren Seilbahnstation aus gesehen

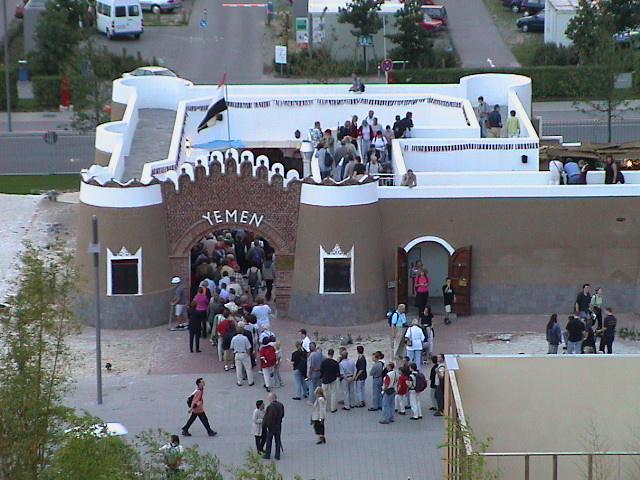
Pavillon des Jemen

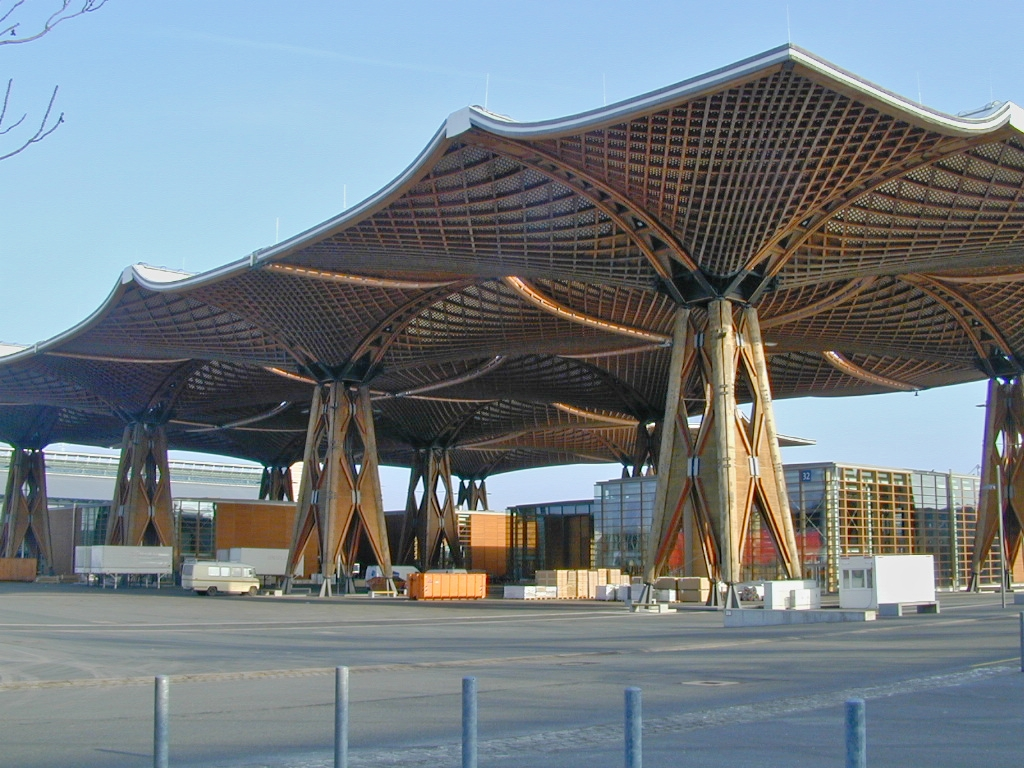
Weißtannenbalken aus Gersbach (Schopfheim) stützen das von der Firma Holzbau Amann errichtete größte freitragende Holzdach der Welt

Das Bureau International des Expositions (B.I.E.) in Paris erteilte Hannover am 14. Juni 1990 mit nur einer Stimme Mehrheit – darunter die Stimme der zu jenem Zeitpunkt noch existierenden DDR – vor dem Mitbewerber Toronto den Zuschlag für die Weltausstellung 2000.

## Vorgeschichte
In der linken Szene Hannovers gab es nach der Expo-Vergabe an die Stadt Hannover im Jahr 1990 erhebliche Proteste gegen die geplante Weltausstellung. Sie reichten bis in den Stadtrat und die niedersächsische Landesregierung des rot-grünen Bündnisses hinein. Wegen der Proteste entschloss sich der Rat der Stadt zu einer Bürgerbefragung unter der erwachsenen Bevölkerung. Zuvor hatte allerdings nur die SPD das Ergebnis der Abstimmung als bindend für die Entscheidung erklärt, ob die Weltausstellung ausgerichtet werde. Die Partei Bündnis 90/Die Grünen hatte sich zwar ebenfalls für die Befragung eingesetzt, aber ausschließlich mit dem Ziel, die Expo zu verhindern. Das Ergebnis fiel am 12. Juni 1992 mit 51,5 zu 48,5 Prozent der Stimmen knapp für die Ausrichtung der Expo aus. Die hohe Beteiligung, die durch ein einfaches Postkartenverfahren ermöglicht wurde, gab der Expo eine demokratische Legitimation.
Aufgrund der von den Gegnern geäußerten Befürchtungen, die eine Verschärfung von Wohnungsnot und massive Beeinträchtigungen der Lebens- und Umweltqualität sahen, bemühte man sich schon im Vorfeld der Einwohnerbefragung um eine soziale und ökologische Ausgestaltung der Expo. Unter anderem wurde am Kronsberg eine preisgebundene und mit zahlreichen ökologischen Projekten verknüpfte Wohnsiedlung (Expo-Siedlung) mit gut 3000 Wohnungen zügig gebaut. Sie führte nach der Expo zu einem drastischen Wohnungsüberangebot. Vor der Errichtung der Ausstellungsanlagen auf dem Südwesthang des Kronsberges fanden zwischen 1996 und 1999 archäologische Untersuchungen des Baugrunds statt, da bekannt war, dass sich dort die im 9. Jahrhundert gegründete und im 15. Jahrhundert wüst gefallene mittelalterliche Siedlung Eddingerode befand. Die Ausgrabungen führten zum Auffinden der Reste von 43 Gebäuden, 20 Speichern und vier Grubenhäusern.
Kurz vor Beginn der Expo 2000 war absehbar, dass der ursprünglich erwartete Ansturm auf die Expo ausbleiben würde. Daher wurden von 6000 Schülern und Studenten, die vom Personaldienstleister Adecco als Mitarbeiter für die Expo rekrutiert worden waren, 5000 innerhalb weniger Tage vertragsgemäß (eine Woche vor Beginn) wieder gekündigt.

## Konzept
In der Bewerbung Hannovers wurde als Ziel herausgestellt, eine Weltausstellung neuen Typs zu schaffen. Es sollten Visionen für die Zukunft vorgestellt und Modelle für das Gleichgewicht zwischen Mensch, Natur und Technik gegeben werden. Zudem sollten Lösungsmöglichkeiten für das Zusammenleben von mehr als sechs Milliarden Menschen veranschaulicht werden.
Das inhaltliche Konzept der Weltausstellung wurde durch das sich ständig verändernde Logo der Expo 2000 visualisiert. Der Masterplan wurde vom Architekturbüro Arnaboldi/Cavadini aus Locarno erstellt.
Um ein umfassendes Umweltmanagement durchzuführen und um dem Motto der Ausstellung gerecht zu werden, wurden nur 30 Prozent des Expo-Geländes neu erschlossen und bebaut. Die Pavillons sollten nach der Expo eine neue Nutzung finden, abgebaut und entweder recycelt oder an anderen Orten wiederaufgebaut werden.
Für die Expo 2000 wurde – erstmals neu auf Weltausstellungen – ein Themenpark errichtet, in dem in Erlebnislandschaften (Zukunft der Arbeit, Basic Needs, Das 21. Jahrhundert, Energie, Ernährung, Gesundheit, Kommunikation, Mensch, Mobilität, Planet of Visions, Umwelt, Wissen) Eindrücke von der Zukunft vermittelt wurden. Die einzelnen Länder stellten sich an Nationentagen und in ihren individuell eingerichteten Pavillons vor.
Ebenfalls neu war die Idee, die Weltausstellung mit den weltweiten Projekten nicht nur in Hannover, sondern in aller Welt stattfinden zu lassen. In insgesamt 123 Ländern wurden 487 zukunftsweisende, übertragbare und nachhaltig wirkende Projektideen zu allen Themenbereichen als offizielle Expo-2000-Projekte registriert und allein in Deutschland konnten 280 Projekte von unabhängigen Expertengremien als Modelle und Lösungen für die brennenden Zukunftsfragen des neubeginnenden 21. Jahrhunderts anerkannt werden. Auch nach der Weltausstellung gab es mit dem Network WorldWide Projects noch wenige Jahre den Versuch der Weiterarbeit an diesen Zukunftsthemen.
Als sogenanntes „intellektuelles Rückgrat“ der Expo 2000 griffen die Global Dialogues die Themen des Themenparks auf. An jeweils drei Tagen trafen sich in zehn Global Dialogues bis zu 500 namhafte Vertreter aus Politik, Wirtschaft, Wissenschaft und Zivilgesellschaft. Gäste waren unter anderem Carl Djerassi, einer der Erfinder der Anti-Baby-Pille, die Königin von Schweden, die Königin von Bhutan, der damalige UNHCR-Kommissar Ruud Lubbers und Nobelpreisträgerin Wangari Muta Maathai. Das besondere an der Veranstaltung war die Vernetzung unterschiedlichster Teilnehmer zu den dringendsten Fragen der Zeit.
Eine Hauptattraktion war die Gondelbahn mit den charakteristischen, acht Personen fassenden gelben Gondeln, die zu dem Zweck errichtet wurde, den Besuchern aus einer Höhe von 30 Metern einen Überblick über die gesamte Weltausstellung zu verschaffen. Ein weiterer Besuchermagnet war der Bambus-Pavillon nach The Blue Economy Grundsätzen, der in Zusammenarbeit des Zero Emissions Research and Initiatives und Simon Velez entwickelt wurde.
Generalkommissarin der Expo 2000 war Birgit Breuel, die auch die Nachnutzung der Pavillons und des Geländes mit koordinierte.
Zum Beginn der Expo verkehrten täglich 120 zusätzliche Züge der Deutschen Bahn unter der Gattung Expo-Express (EXE) und Expo-Zug (EX) zum Bahnhof Hannover Messe/Laatzen. Zusätzlich hielten alle regulären Fernzüge am Messebahnhof. Erstmals im planmäßigen Betrieb kam im Expo-Verkehr der neue ICE 3 zum Einsatz.

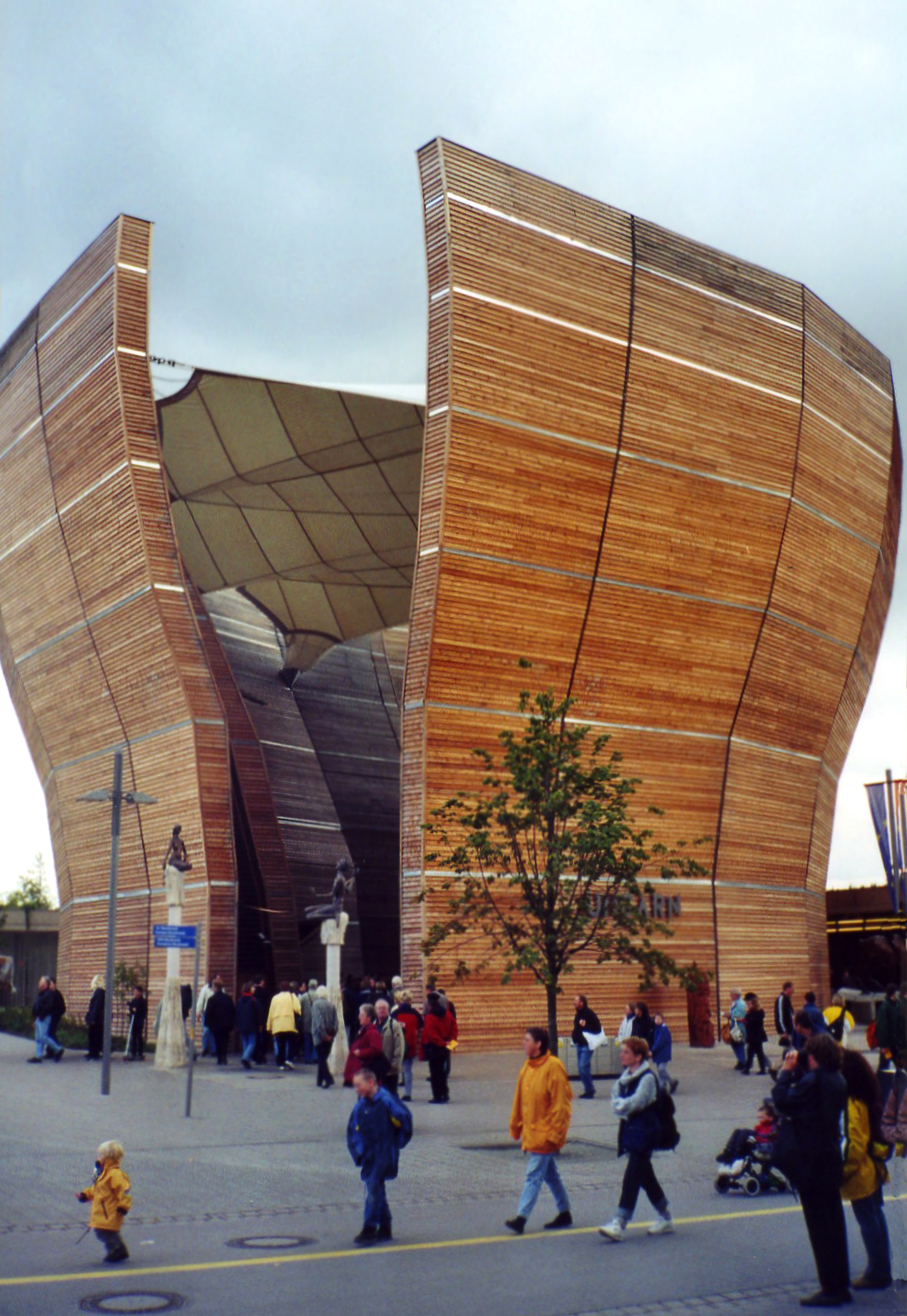
Pavillon Ungarns
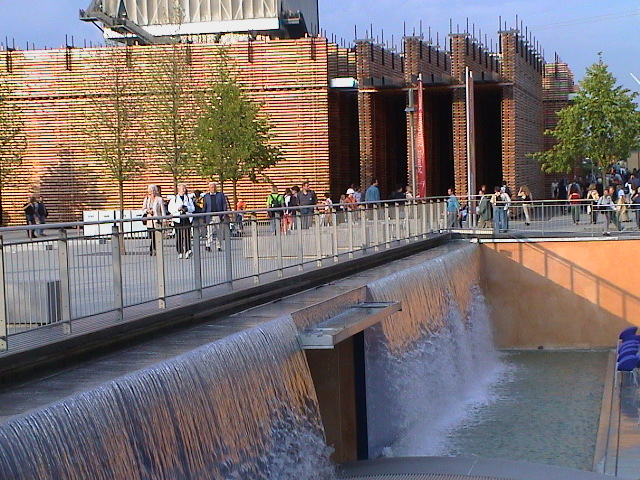
Wasserfall der Gärten im Wandel, im Hintergrund der Schweizer Pavillon Expo 2000 Hannover, 2000
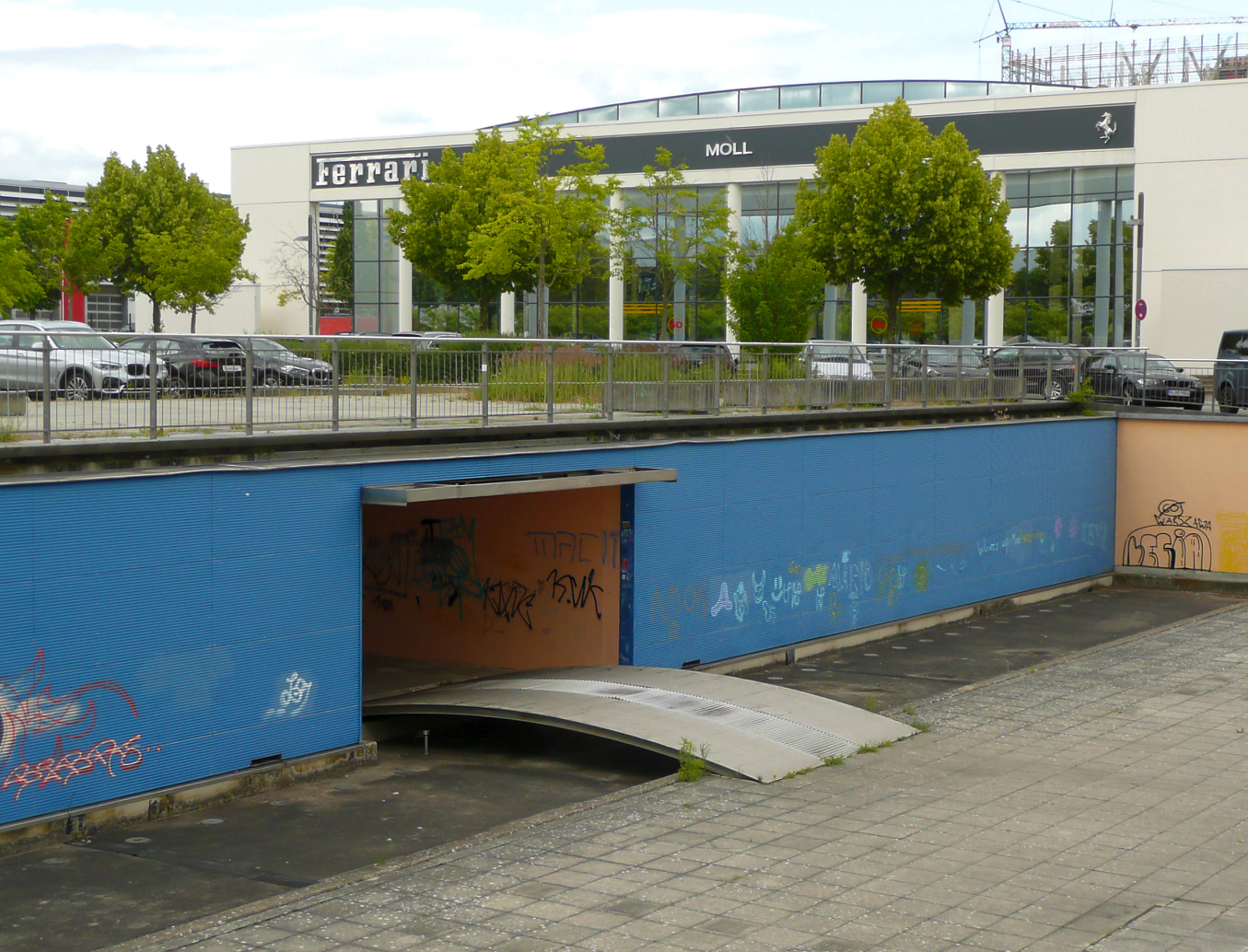
Der frühere Wasserfall der Gärten im Wandel, 2024

### Logo und Marken

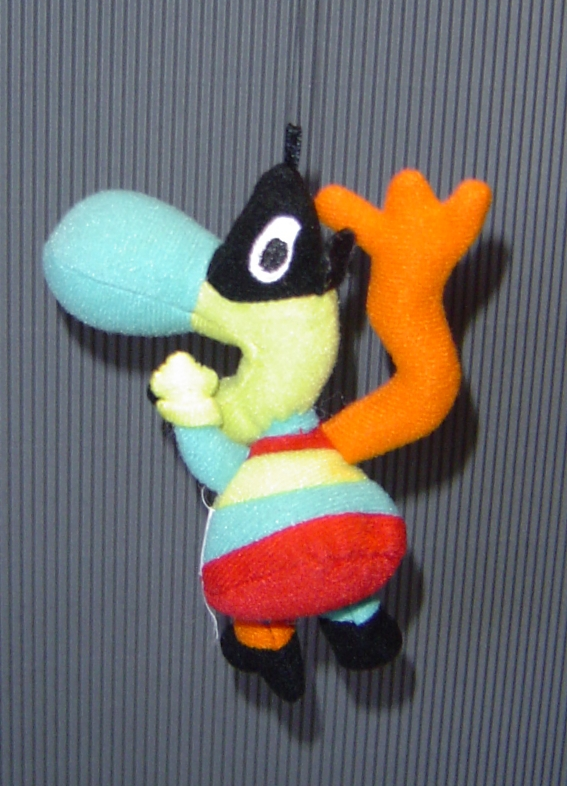
Twipsy, das Maskottchen der Expo 2000, als Stofftier

Das Logo der Weltausstellung ging aus einem Corporate-Design-Wettbewerb hervor und wurde am 9. November 1994 vorgestellt. Zu Beginn des Wettbewerbs wurden neun Designer aus Deutschland angesprochen, die junge Designer und Designteams für die Teilnahme nominieren sollten. Das Gewinnerlogo entwarf das Kölner Designbüro QWER. Das Logo der Expo 2000, auch Impuls genannt, wurde als besonders dynamisch und farbig bezeichnet. Es stieß weltweit, besonders in Fachkreisen, auf großes Interesse, da es sich in seiner Form und Farbe ständig wandelte und somit einen dynamischen Prozess (den der Weltausstellung) beschrieb.
Das offizielle Expo-Maskottchen war Twipsy, eine bunte, tropfenförmige Figur, die vom spanischen Designer Javier Mariscal entworfen wurde.

### Briefmarken und Münzen
Anlässlich der Expo 2000 in Hannover wurden in den Jahren 1998 bis 2000 durch das Finanzministerium der Bundesrepublik Deutschland eine Silbermünze und insgesamt elf Briefmarken herausgegeben.
Bei der Silbermünze handelt es sich um eine 10-DM-Gedenkmünze vom 13. Januar 2000 der Deutschen Bundesbank, welche die Münchener Medailleurin Sonja Seibold entworfen hatte.

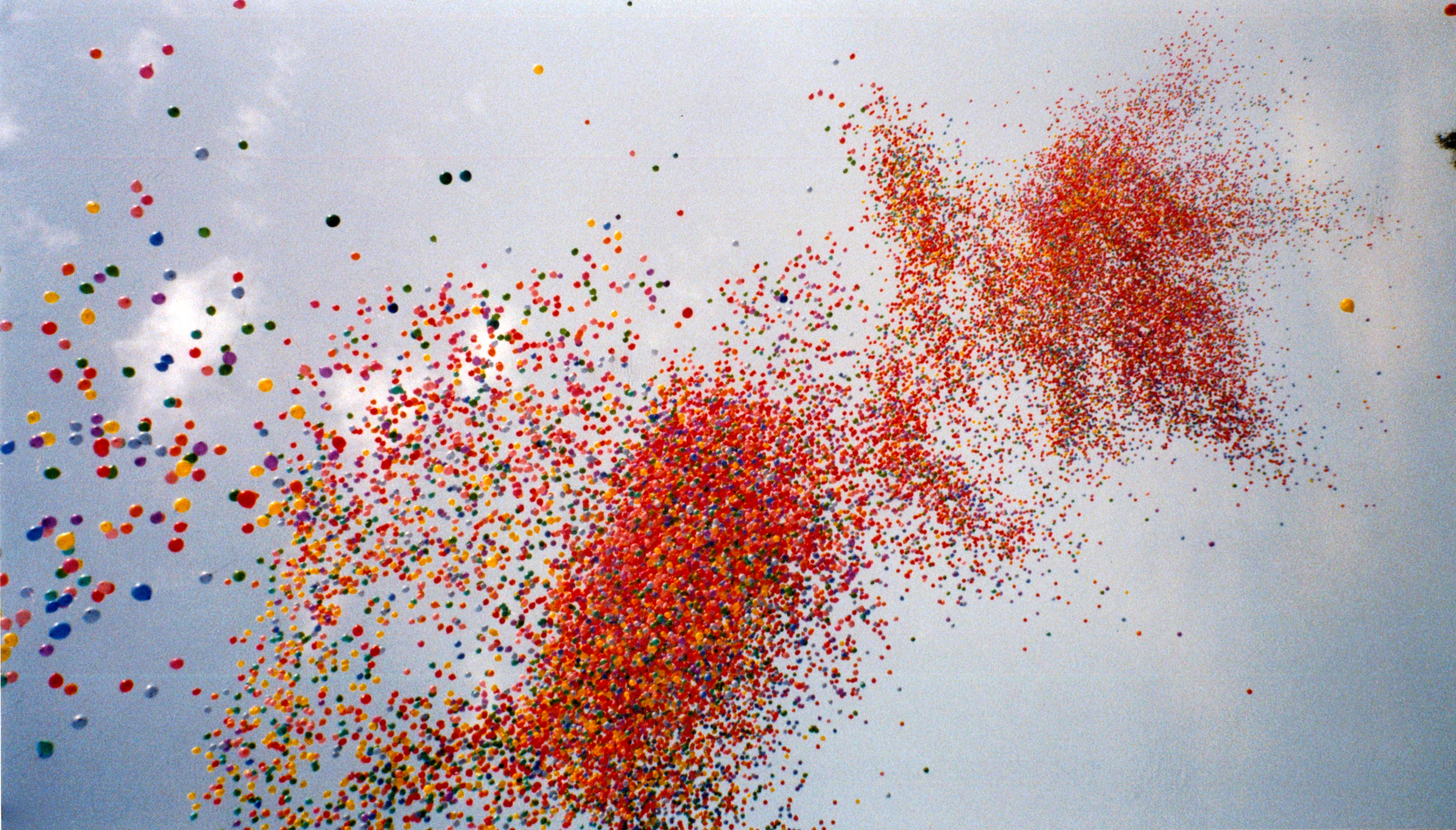
Eröffnung der Expo 2000 mit 65.000 Ballons

### Eröffnung
Die Expo wurde mit einem Ballon-Massenaufstieg (Balloonrelease) eröffnet, bei dem 65.000 mit Helium gefüllte Luftballons in den Himmel stiegen. Die Ballons waren im Siebdruck mit dem Schriftzug: „Die Zukunft ist eröffnet“ bedruckt.

## Weltweite und regionale Projekte
Neben der Einführung eines für alle Teilnehmer verbindlichen Leitthemas „Mensch – Natur – Technik“ gehörte auch das Konzept der Weltweiten Projekte zu den Innovationen der Expo. Diese Vorhaben führten dazu, dass die Weltausstellung nicht nur auf dem zentralen Ausstellungsgelände stattfand, sondern auch im gesamten Gastgeberland sowie auf allen fünf Kontinenten. Insgesamt 767 praxisorientierte und beispielhafte Lösungen wurden aus rund 3000 weltweiten Bewerbungen ausgewählt. Davon waren etwa 280 Projekte in Deutschland und davon 67 in Niedersachsen angesiedelt.

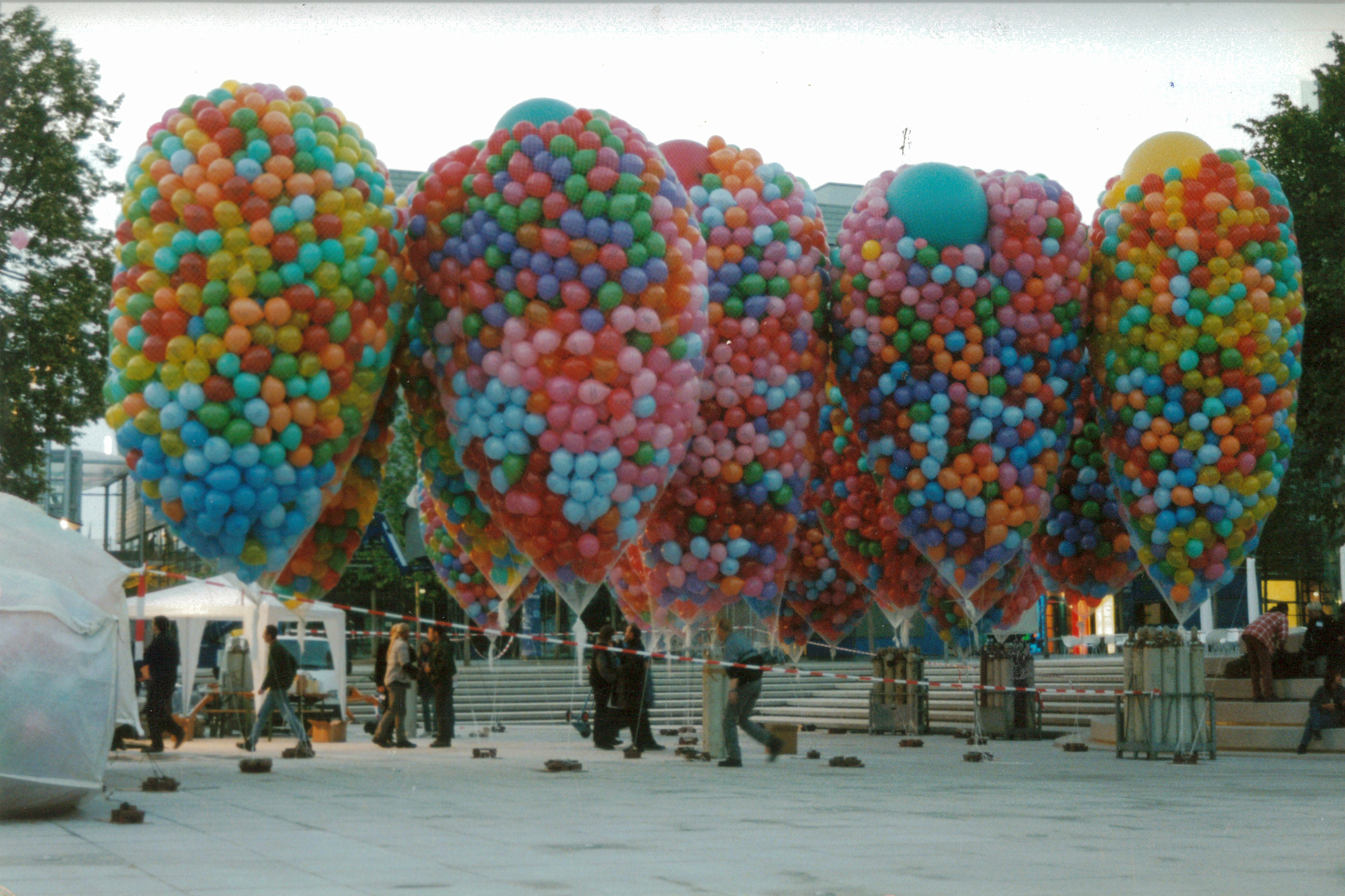
Befüllung der Ballons über 10 Stunden durch 50 Personen

## Kinder- und Jugendprojekte

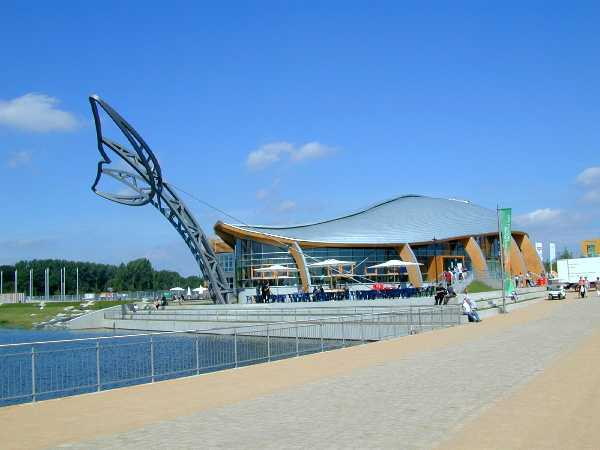
Pavillon der Hoffnung, auch Expo-Wal genannt

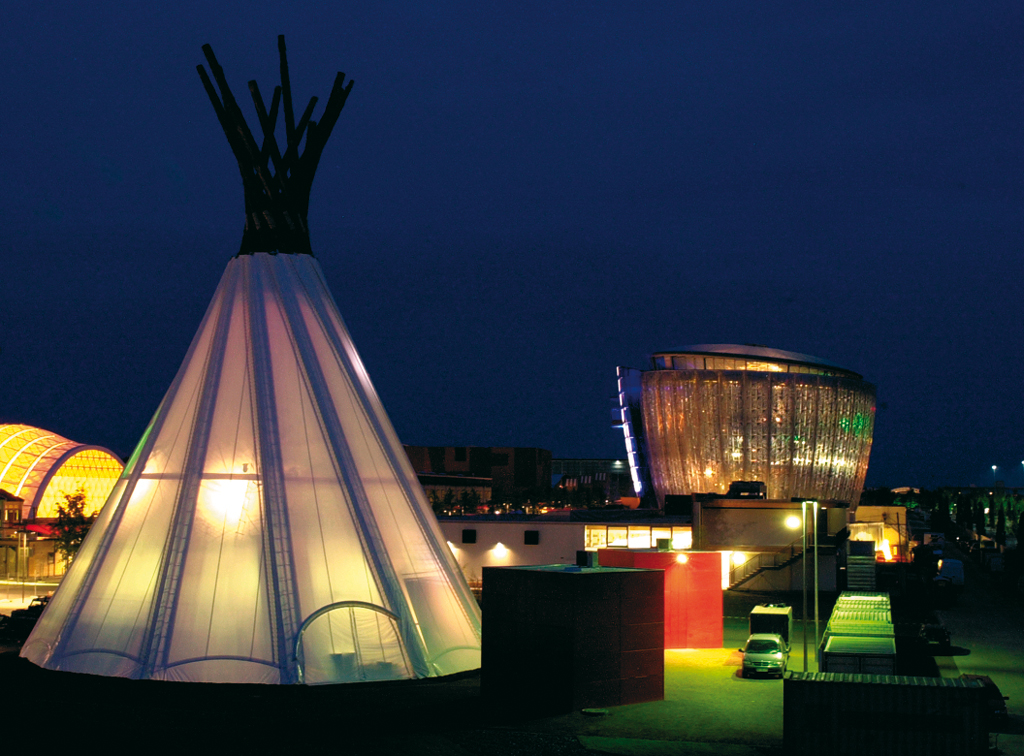
Big Tipi auf der Expo 2000

Der Pavillon der Hoffnung (englisch Pavilion of Hope, auch Expowal oder Expo-Wal genannt), der von CVJM, World Vision Deutschland und der Deutschen Evangelischen Allianz verantwortet wurde, war der offizielle Jugendpavillon der Expo und wurde von Lesern und Zuschauern der Zeitschrift Bunte und des ZDF per TED am 17. Mai 2000 zum EXPO-Wahrzeichen gekürt.
Die Kinder- und Jugendplattform EXPO 2000 war der Zusammenschluss von großen Jugendorganisationen in Deutschland, die auf der Expo 2000 das Big Tipi betrieb. Darin fand unter anderem ein Kindergipfel statt.
Im Dezember 1996 schlossen sich Organisationen der Kinder- und Jugendarbeit in Deutschland zur Kinder- und Jugendplattform zusammen. Ziel war es, auf der Weltausstellung einen eigenen Beitrag aus der Sicht von Kindern und Jugendlichen zu leisten.
Die Plattform stand unter Federführung des Deutschen Bundesjugendrings und hatte folgende Mitglieder:
- Deutscher Bundesjugendring (DBJR)
- Deutsche Sportjugend (dsj)
- Deutsches Jugendherbergswerk (DJH)

## Marketing

### Musik
Die deutsche Hard-Rock-Formation Scorpions gab am 22. Juni zusammen mit den Berliner Philharmonikern ein Konzert in der TUI-Arena. In der zeitversetzt im Fernsehen übertragenen Veranstaltung wurde unter anderem das Stück Moment of Glory, ein mehr oder weniger offizieller Expo-2000-Song, live aufgeführt. Das bereits vor Start der Expo 2000 als „offizieller Titeltrack“ anerkannte Lied namens Expo 2000 der Band Kraftwerk fand aufgrund seines minimalistischen Electronica-Charakters kaum Anklang bei der breiten Masse. In den Expo-2000-Werbespots war zudem eine Rock-Version des 1930er-Jahre-Schlagers „Das gibt’s nur einmal“ zu hören, die nicht offiziell im Handel erhältlich war, sich aber binnen kurzer Zeit über Filesharing-Tauschbörsen im Internet verbreitete.

### Werbung
Um die zunächst schwache Besucher-Resonanz zu verbessern, wurde im Juli 2000 eine Werbespot-Kampagne mit Verona Feldbusch und Peter Ustinov gestartet, die unter dem Slogan „Das gibt’s nur einmal, das kommt nie wieder“ den Spaß-Faktor und die Einmaligkeit der Expo betonte.

### Sponsoren
Es gab zwölf offizielle „Weltpartner“, die sich auf der Expo mit einem eigenen Pavillon vorstellen konnten und schon im Vorfeld mit der Weltausstellung werben durften. Dies waren Baan, Bertelsmann, DaimlerChrysler, Der Grüne Punkt, Deutsche Bahn, Deutsche Post AG, Deutsche Telekom, Lufthansa, Preussag, Siemens, die Sparkassen-Finanzgruppe und die Volkswagen AG.

## Resonanz
Die Resonanz war so groß wie bei keiner Weltausstellung zuvor. Das Kultur- und Ereignisprogramm der gesamten Expo umfasste etwa 15.000 Auftritte und Veranstaltungen. Dennoch blieben die Besucherzahlen weit hinter den Erwartungen.

### Teilnehmer
An der Expo nahmen 155 Nationen und 27 internationale Organisationen teil. Die USA sagten ihre Teilnahme im April 2000 ab, da der Kongress eine staatliche Finanzierung abgelehnt hatte und nicht ausreichend Sponsorengelder zusammengekommen waren. Statt des Pavillons in Hannover organisierte die Amerikanische Botschaft gemeinsam mit der American Academy in Berlin eine Veranstaltungsreihe („America's Voices“).

### Besucher
1996, im Vorfeld der Veranstaltung, hatte die Unternehmensberatung  Roland Berger mit 40 Millionen Besuchern gerechnet, die 1,8 Milliarden DM an Eintrittsgeldern einbringen sollten. Die Expo-Gesellschaft war hingegen in ihrer Bewerbung von 18 Millionen Besuchern ausgegangen, die nach anfänglichen Schwierigkeiten auch erreicht wurden.
 
Die durch die viel zu hohe Berger-Zahl ausgelöste Erwartungshaltung führt jedoch auch nach Jahren noch zu der Kritik, die Veranstaltung sei ein Reinfall gewesen. 
Neben den normalen Tickets gab es für Besucher, die mit der Deutschen Bahn anreisten, ein spezielles Bahnticket, das zugleich zum Besuch der Weltausstellung berechtigte.
Wegen der allgemein als hoch empfundenen Eintrittspreise lief der Kartenverkauf nur sehr schleppend an. Aufgrund der unbefriedigenden Besucherzahlen begann die Expo-Gesellschaft nach einigen Wochen, spezielle Abendtickets auszugeben; sie kosteten zuerst 10 DM und später 15 DM und waren erst ab 18 Uhr gültig. Sie führten zu erheblich höheren Besucherzahlen. An manchen Tagen waren mehrere Stunden Wartezeit in Kauf zu nehmen.

## Kostenbilanz
Die Kosten der Expo beliefen sich auf 3,5 Milliarden DM. In die Finanzierung waren der Bund, das Land Niedersachsen, der Landkreis und die Stadt Hannover sowie die Beteiligungsgesellschaft der deutschen Wirtschaft eingebunden. Die Einnahmen der Expo betrugen 2,4 Milliarden DM, somit verblieb ein direkter Verlust der Veranstaltung von 1,1 Milliarden DM. Laut einer Studie der Münchner Unternehmensberatung Roland Berger Strategy Consultants standen diesem Defizit von 1,1 Milliarden DM Steuermehreinnahmen von mindestens 2,7 Milliarden DM gegenüber. Allerdings hatte Roland Berger auch auf Risiken hingewiesen.
Ein Teil der Investitionen in die Infrastruktur (Verkehrsanbindungen, Gewerbeflächen und Modernisierung des Messegeländes) kam auch nach der Expo der Region Hannover zugute.

## Kritik

### Preispolitik
Die Expo wurde von Anfang an für ihre hohen Preise kritisiert. Eine Tageskarte für eine erwachsene Person kostete 69 DM (das wären heute inflationsbereinigt 55,66 Euro), eine Schülergruppenkarte 29 DM (23,39 Euro). Auf dem Gelände verlangten gastronomische Einrichtungen und Merchandise-Shops teilweise sehr hohe Preise. Auch die Sponsoren kritisierten hohe Preise – so kostete es 4,8 Millionen Dollar, um ein offizieller Produktpartner zu werden und 14,5 Millionen Dollar, um ein weltweiter Partner zu werden.

### Konzept
Als ein Grund für die enttäuschende Besucher-Resonanz wird neben den hohen Preisen ein unzureichendes Marketing-Konzept genannt – es gelang nicht, der Expo ein klares Konzept zu geben und dieses sowie die Bedeutung als nationales Event in der Bevölkerung zu verankern. Ralf Strobach von der Marketingagentur Scholz & Friends kritisierte bereits im Vorfeld das unklare Konzept: „Die Organisatoren haben es nicht geschafft, der Öffentlichkeit ein klares Bild zu vermitteln, was die Expo 2000 sein wird: ein Vergnügungspark, ein großes Museum oder ein Naturreservat. Lange Zeit waren Firmen unsicher, ob sie Geld für eine Öko-Show oder einen Schaukasten für ihre neuesten Innovationen ausgeben würden.“ Arno Brandt, Mitarbeiter der NORD/LB, der die Probleme der Expo untersuchte, sagte im Jahr 2010 rückblickend: „Es wurde völlig unterschätzt, dass ein Event dieses Typs in einem Land, in dem es zuvor noch nie eine Weltausstellung gegeben hatte, kein Selbstläufer ist. Die Expo war im Gegensatz zur Fußball-WM erklärungsbedürftig und emotional im breiten Publikum nicht verankert.“ Die Initiative Nachrichtenaufklärung weist auf die dadurch für viele mittelständische Unternehmen entstandenen Nachteile hin.

## Sonstiges
Für Schlagzeilen sorgte Ernst August Prinz von Hannover, als er am 15. Juni gegen den türkischen Pavillon urinierte. Wenig später wurde vom Expo-Gelände aus die Unterhaltungssendung Wetten, dass..? ausgestrahlt. Den Vorschlag zur Saalwette, fünf Türken zu finden, die an den deutschen Pavillon urinieren, schloss Moderator Thomas Gottschalk direkt aus.
Für allgemeine Aufregung sorgte der Bratwurstpreis, der an den Eröffnungstagen teilweise bei 9,50 DM (nach heutiger Kaufkraft 7,66 Euro) gelegen haben soll. Diese Nachricht hielt sich wochenlang hartnäckig in der Berichterstattung, obwohl sich der Preis bereits zwei Tage nach der Eröffnung um 4 bis 5 DM (3,23 bis 4,03 Euro) eingependelt hatte.
Es existiert ein offizielles Werbespiel der Expo 2000 mit dem Namen Menateus, welches von Siemens-Nixdorf veröffentlicht wurde.
Für die Expo 2000 waren erneut Chaostage in Hannover angekündigt, die jedoch nicht die Ausmaße von 1995 erreichten. Karl Nagel hatte eine umfangreiche parodistische Website erstellt, die vollkommen überzogene Erwartungen weckte. Trotzdem befanden sich zur Zeit der Expo sehr viele Jugendliche in der Stadt und es kam zu hunderten von Festnahmen durch die Polizei. Zudem gab es bereits im Vorfeld einen Anschlag von Autonomen auf die Bahnstrecke Hannover-Hamburg, der sich auf die Expo in Hannover bezog. Der Widerstand gegen die Expo 2000 wurde unter anderem durch eine Verfassungsschutzmitarbeiterin organisiert, die in die Szene eingeschleust worden war.

## Rezeption
Zum zehnjährigen Jubiläum sollte ursprünglich vom 1. bis zum 13. Juni 2010 eine Großveranstaltung mit Nationentagen sowie Kunst und Musikprogrammen stattfinden. Nachdem der ursprüngliche Organisator abgesprungen war, wurde stattdessen am 12. und 13. Juni eine kleine Jubiläumsveranstaltung auf der Expo-Plaza durchgeführt, die 2500 Besucher zählte.
2019 zeigte die Installationskünstlerin Henrike Naumann im Kunstverein Hannover ihre Ausstellung „2000 – Mensch.Natur.Twipsy.“ Im Nachgang veranstaltete der Kunstverein Hannover 2021 aufgrund der COVID-19-Pandemie seinen ersten digitalen Kunstsalon, bei dem Henrike Naumann ihre Ausstellung darstellte. Ihre Quintessenz war, „dass die Ruinen des Expo-Geländes als materieller Ausdruck für das Scheitern des Leitbildes der Expo 2000 gelesen werden können.“

## Fotos von Pavillons während der Expo

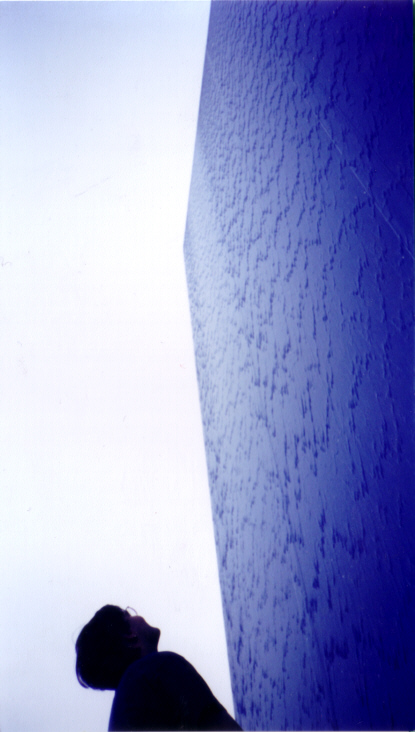
Pavillon von Island
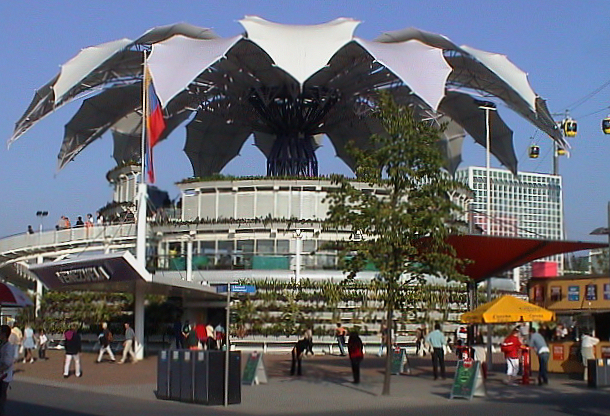
Pavillon von Venezuela
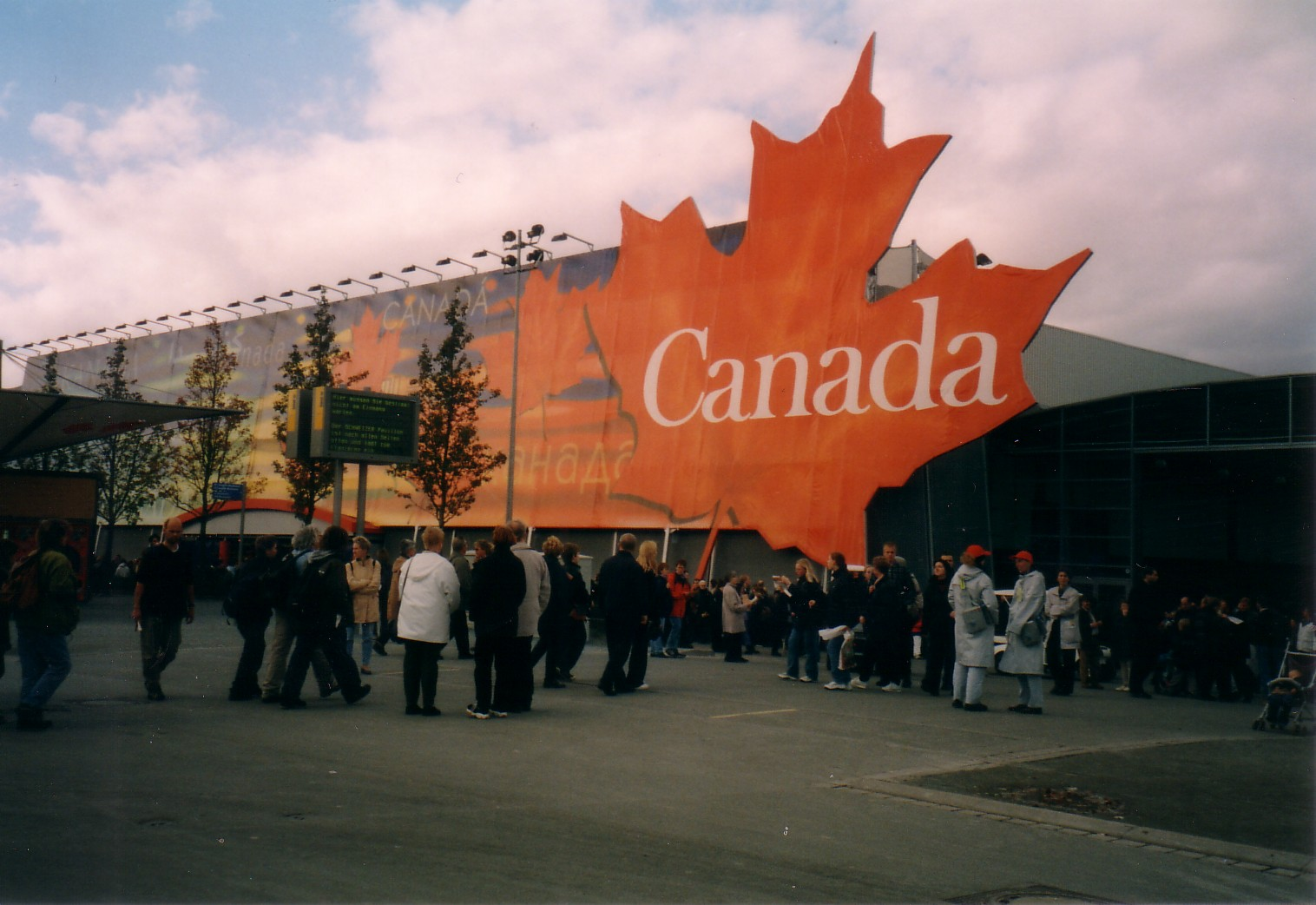
Kanadischer Pavillon
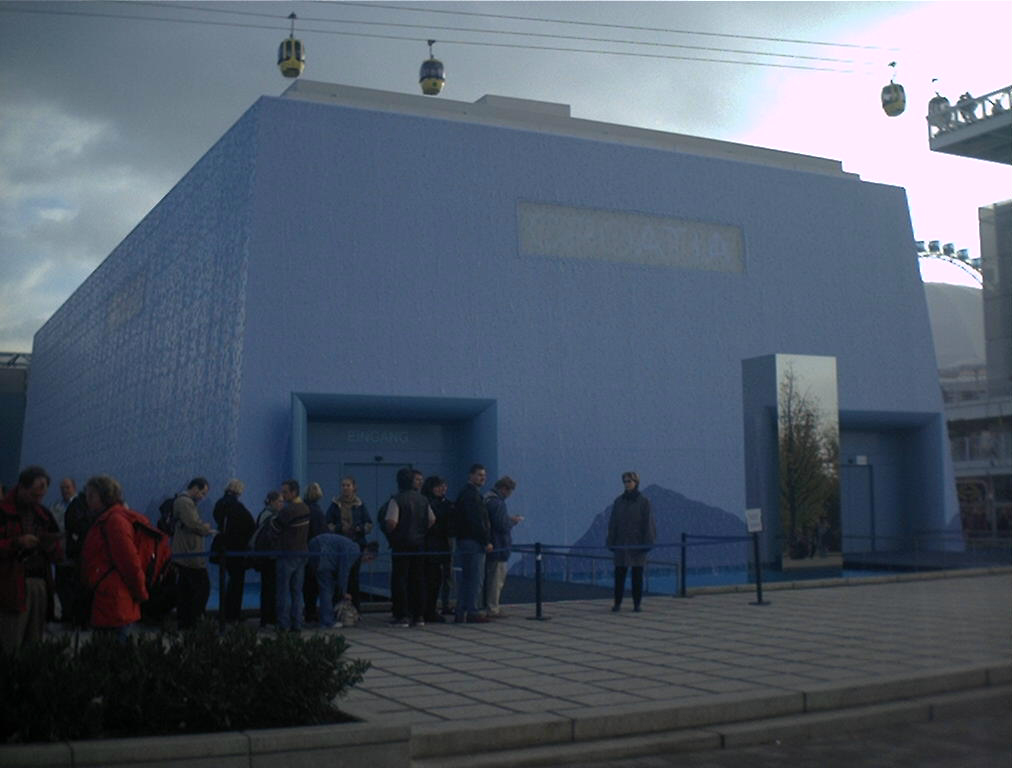
Kroatischer Pavillon
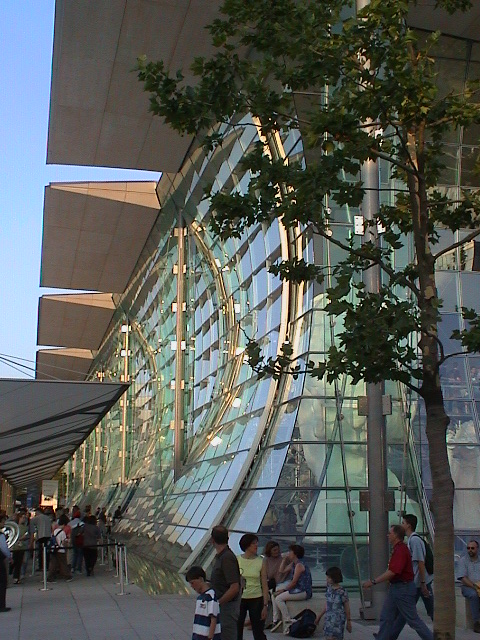
Deutscher Pavillon
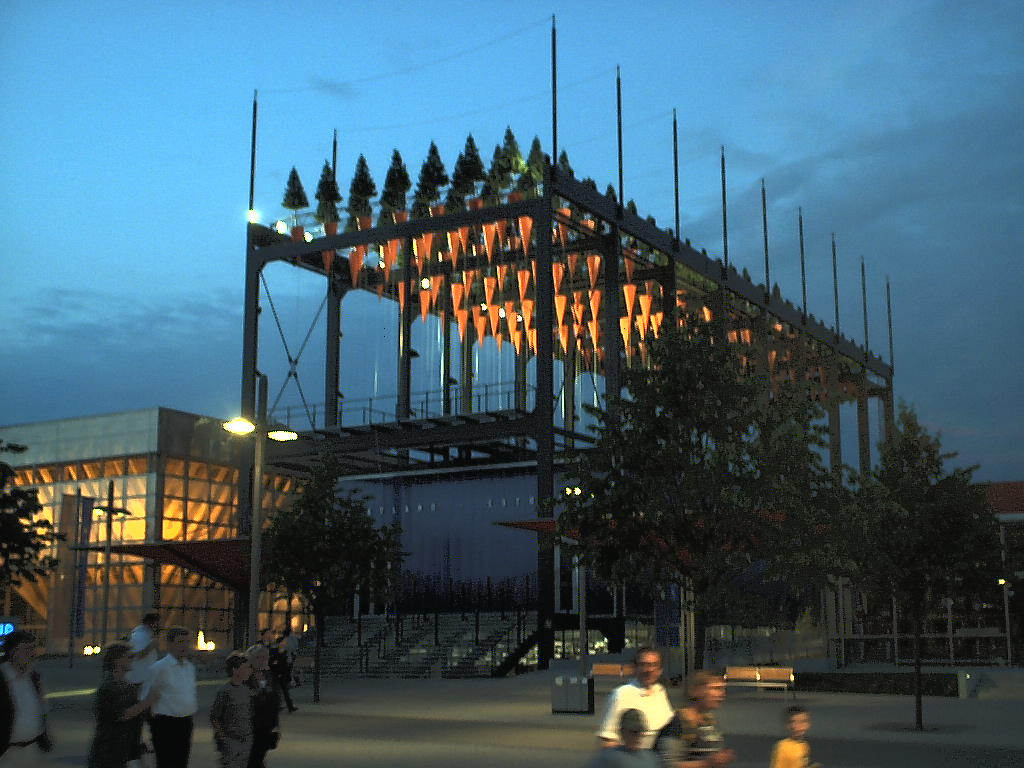
Pavillon Estland
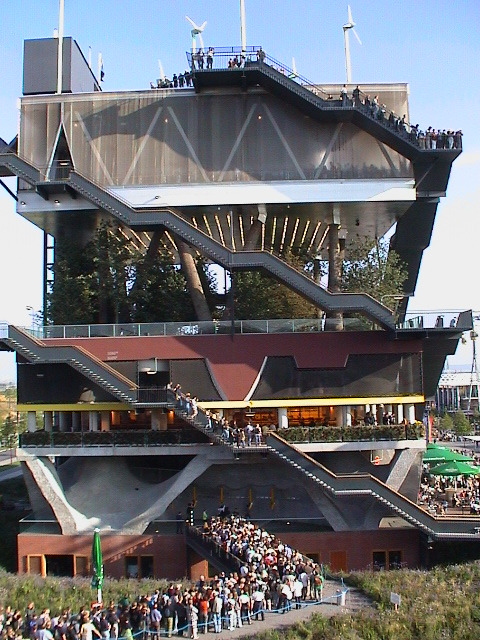
Niederländischer Pavillon
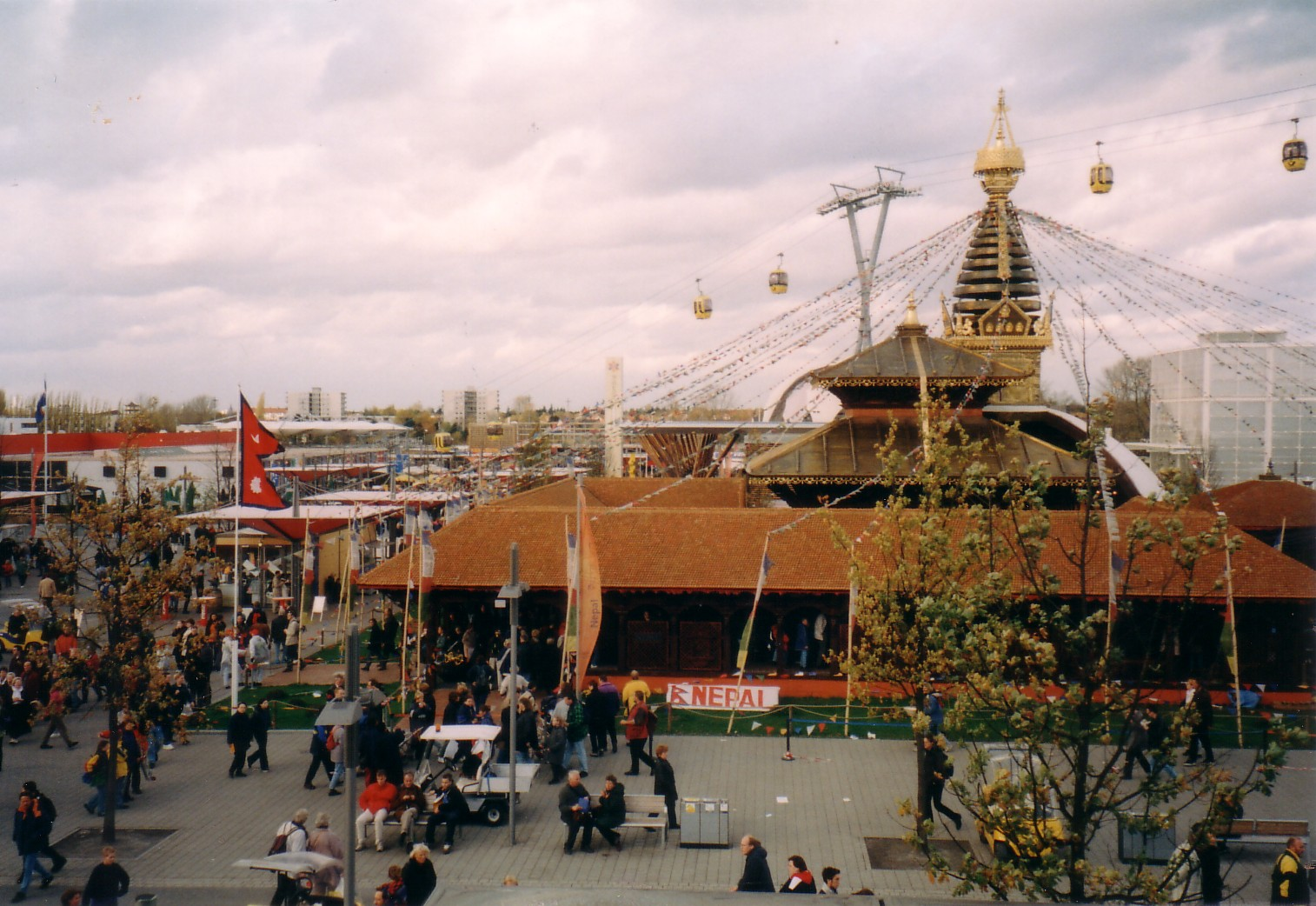
Nepalesischer Pavillon
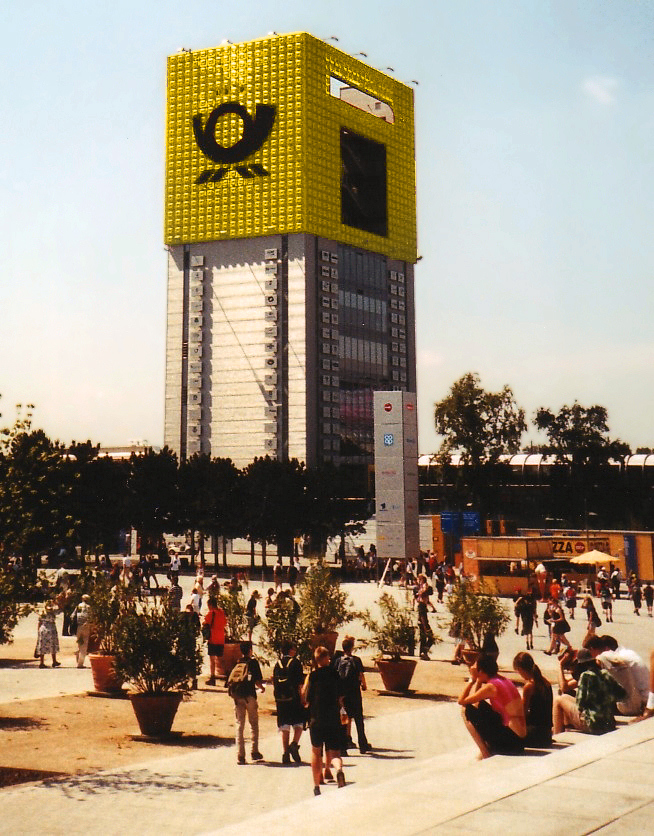
Die Postbox der Deutschen Post AG
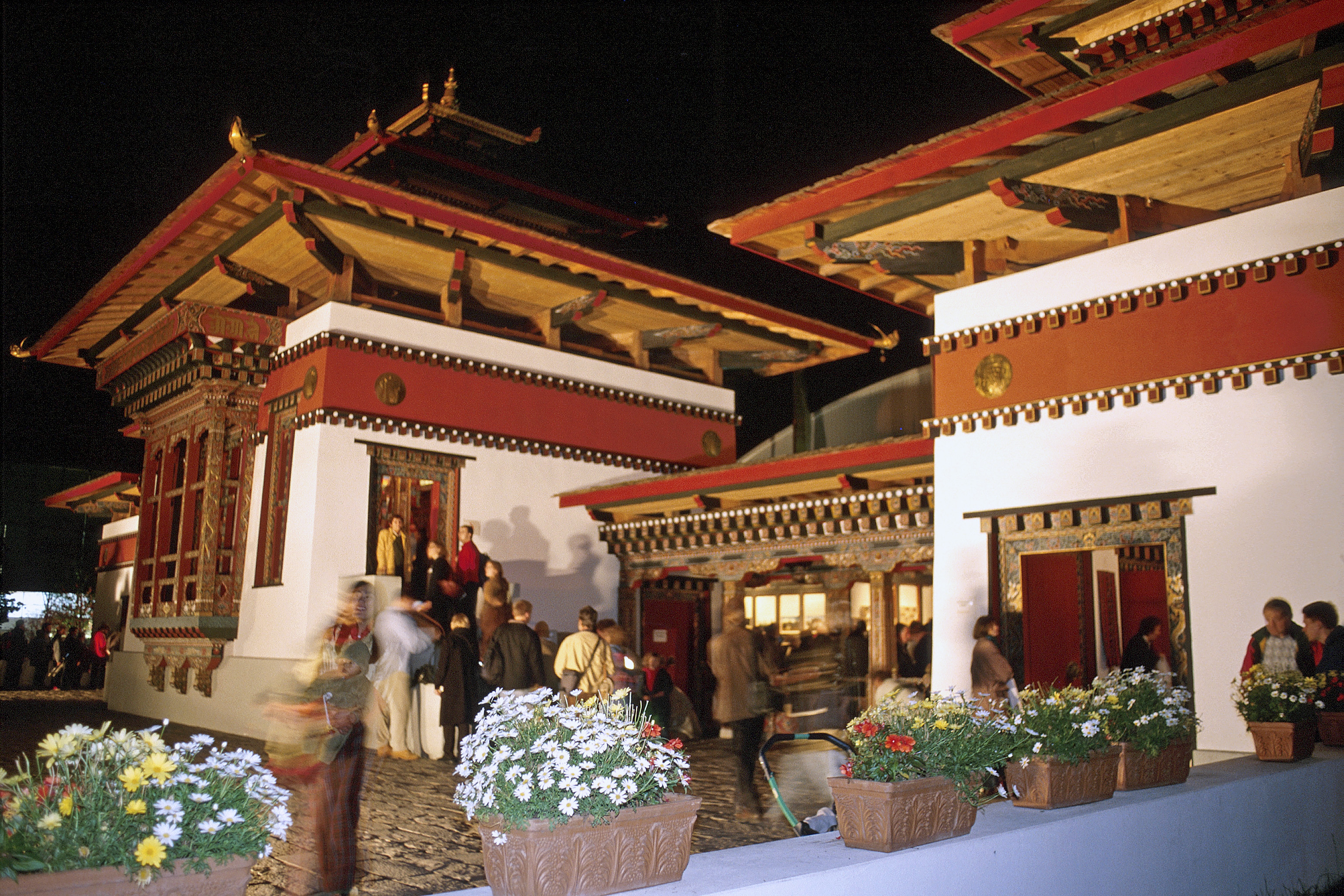
Pavillon von Bhutan
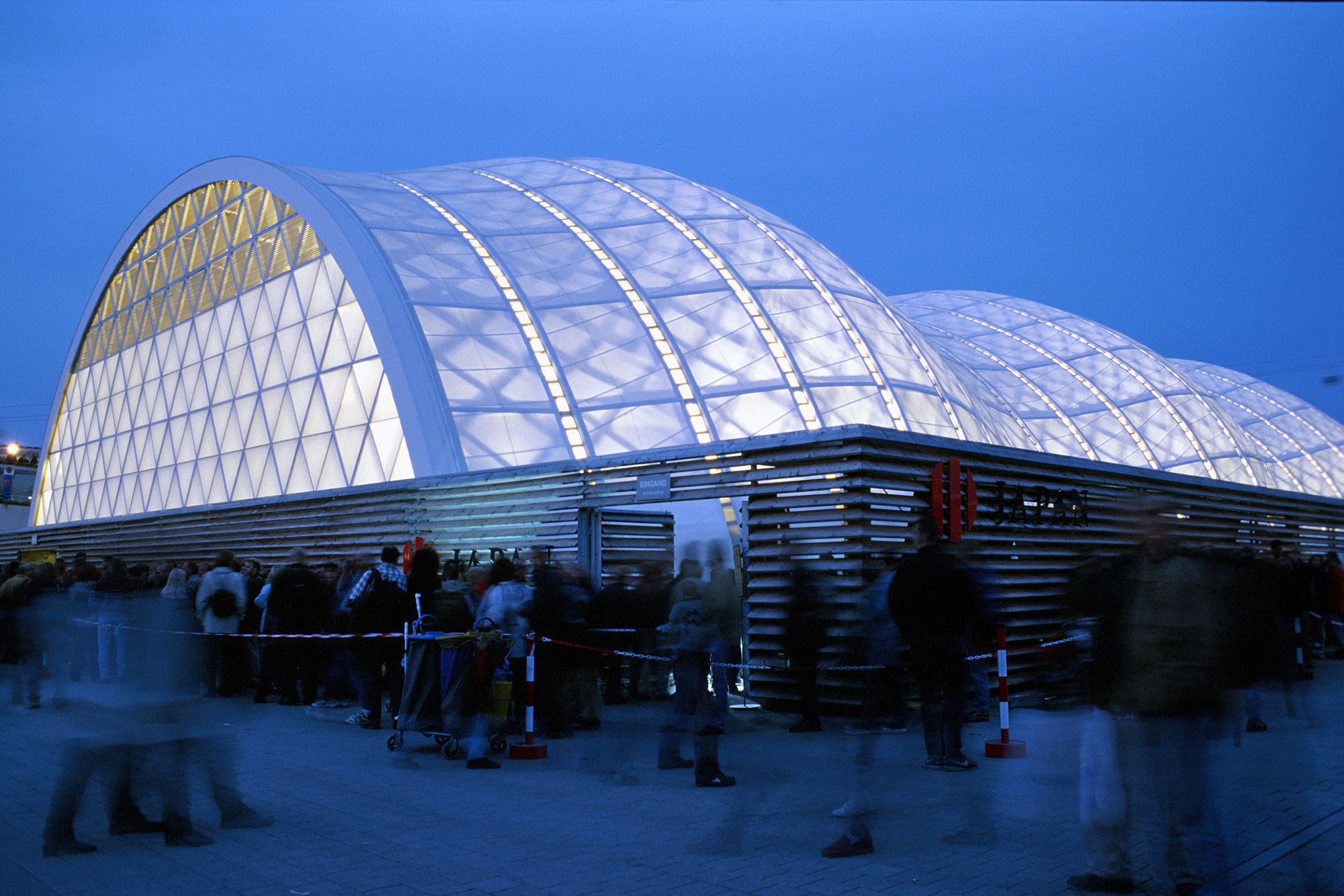
Japanischer Pavillon von Shigeru Ban
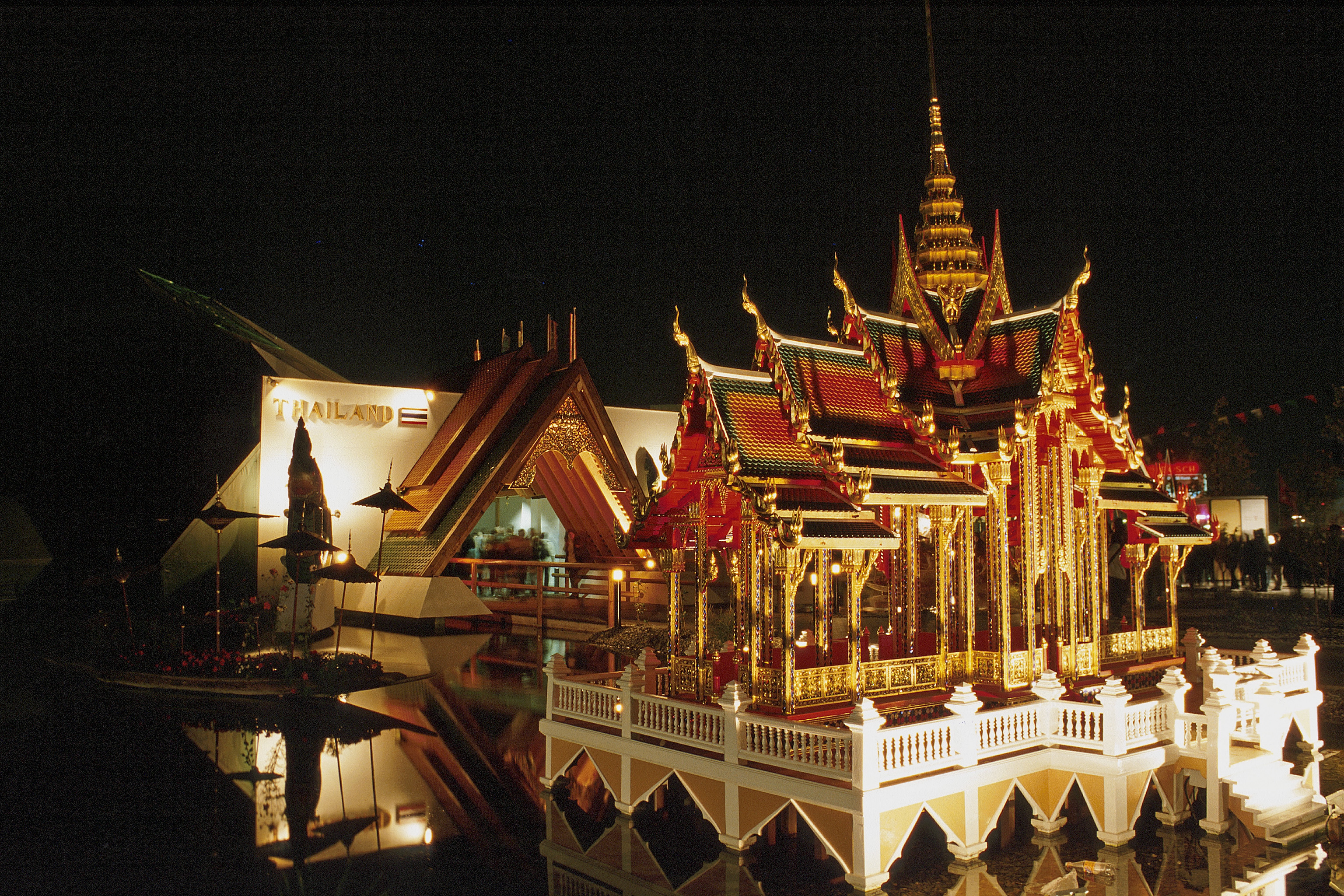
Pavillon von Thailand
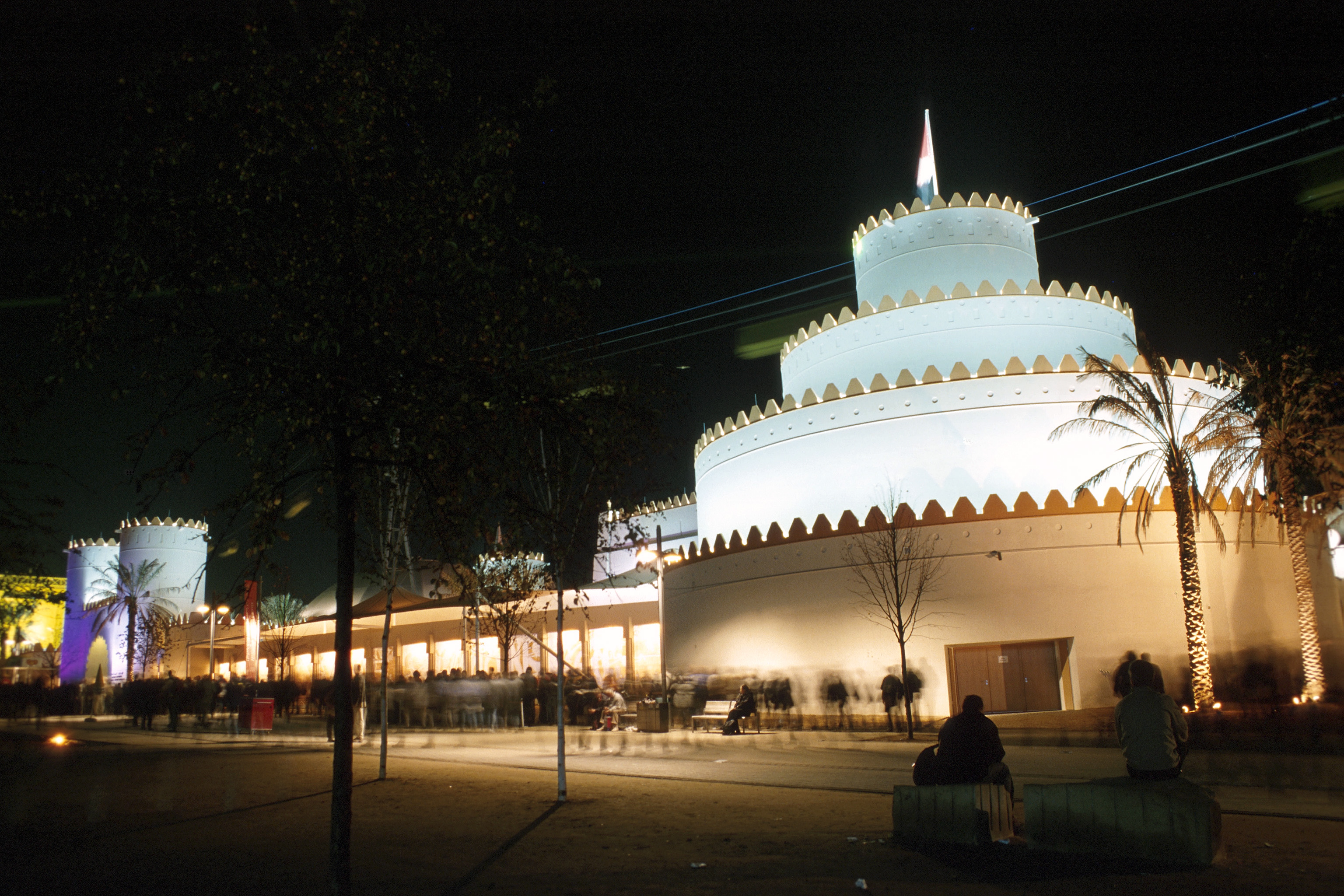
Pavillon der Vereinigten Arabischen Emirate

## Nachnutzung

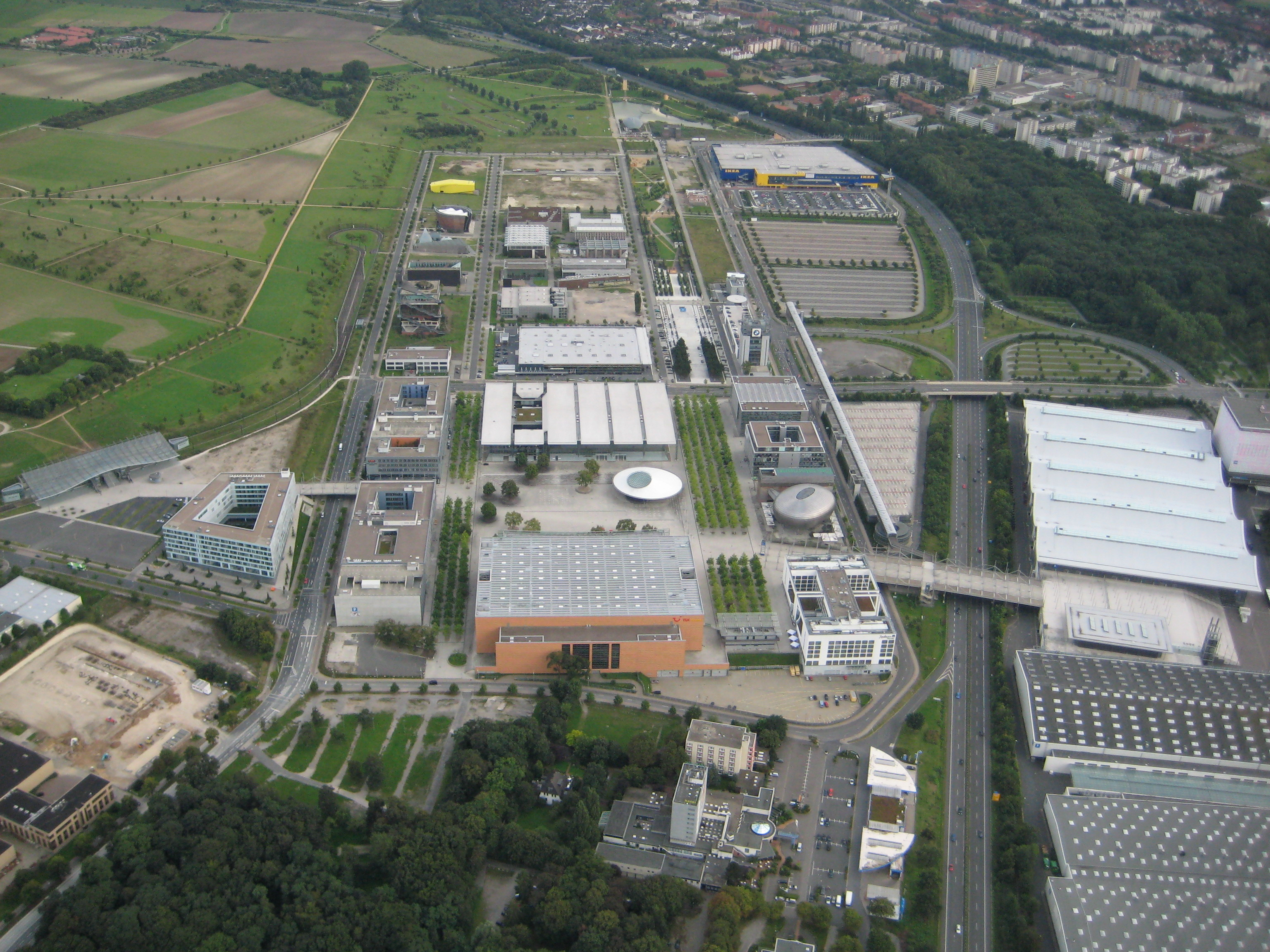
Luftbild vom Expogelände Ost im Jahre 2007

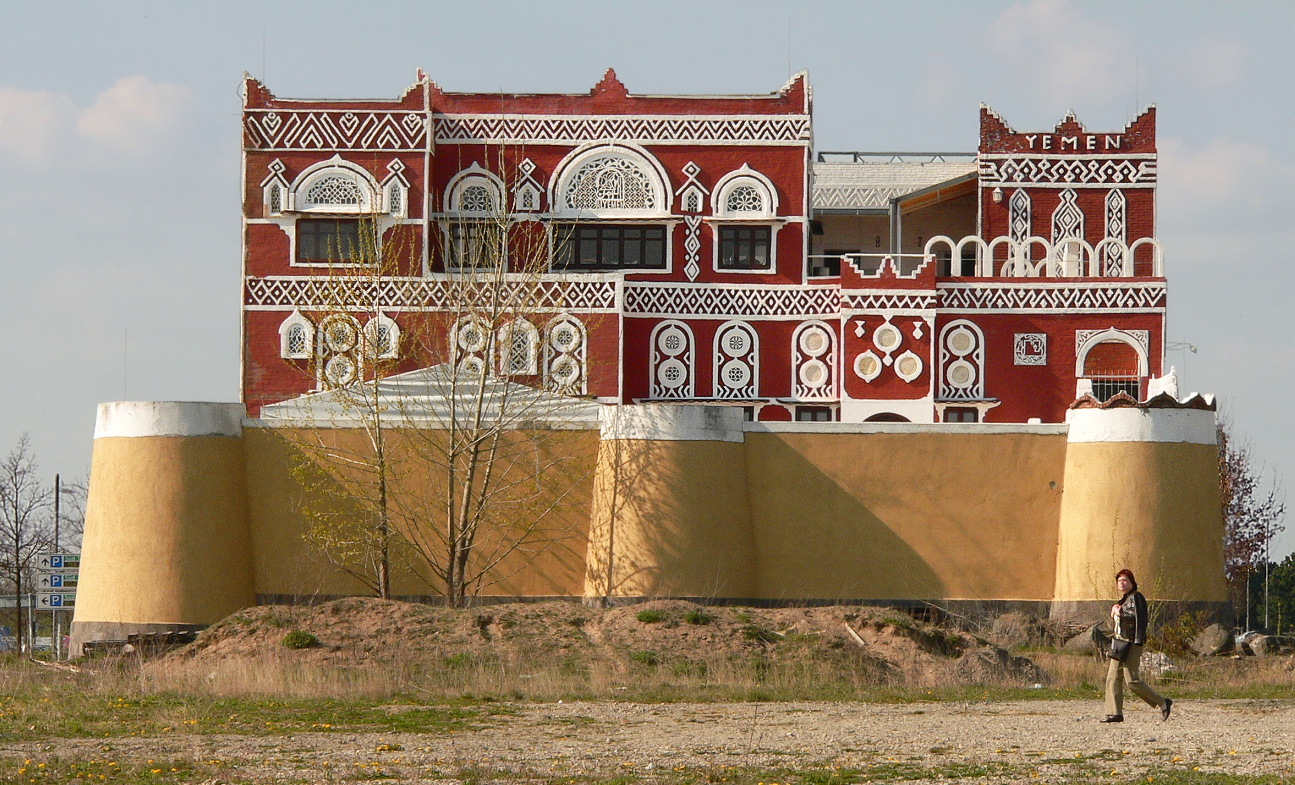
Der bis 2009 genutzte Bau des Jemen, danach abgerissen

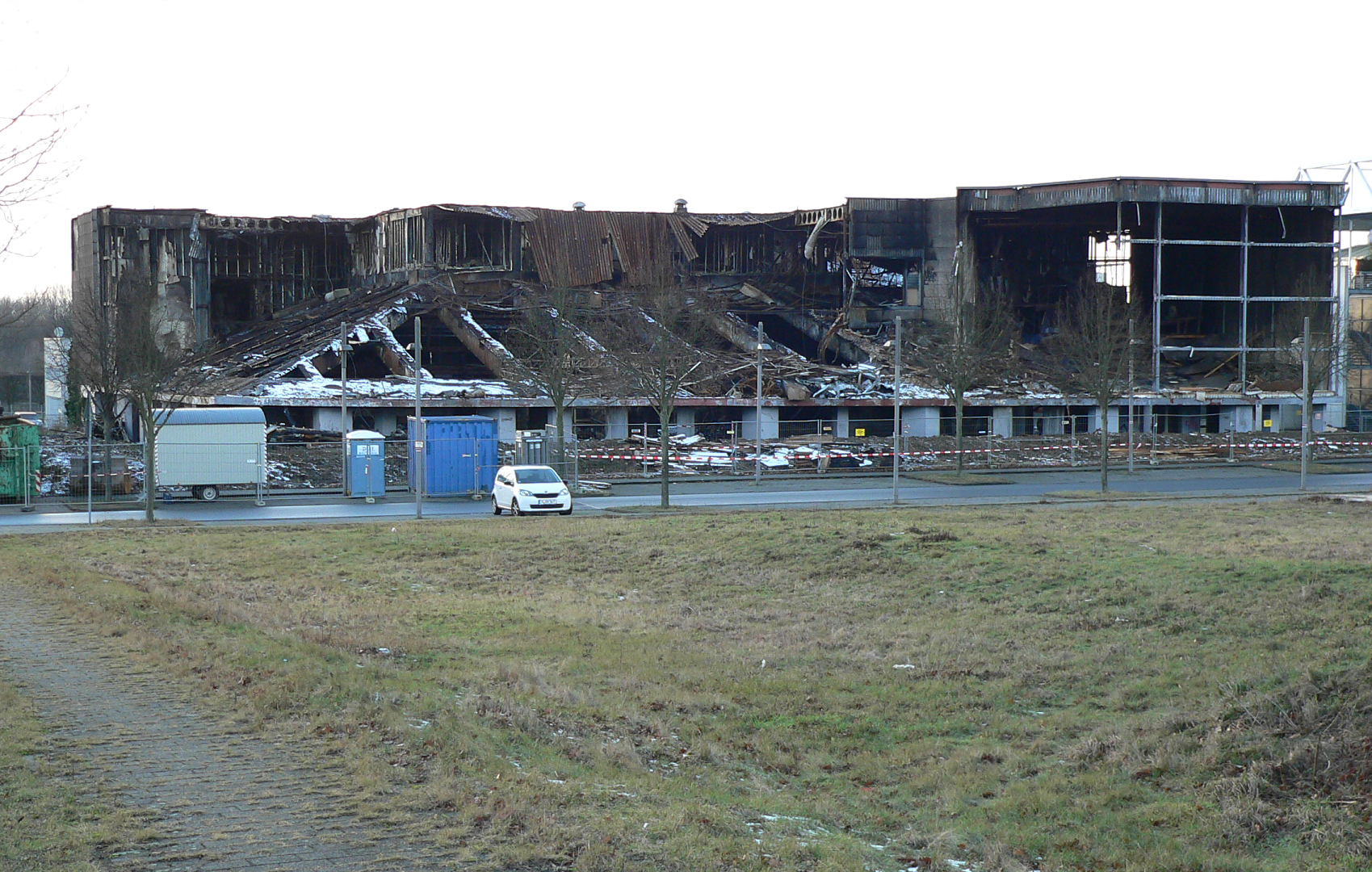
Abriss des ausgebrannten Pavillon Spaniens, 2017

Insgesamt zog die Betreibergesellschaft im Jahr 2004 eine positive Bilanz. Demnach werden 85 Prozent der Fläche und Pavillons des Ost-Geländes weitergenutzt. Diese nachträgliche Auslastung ist die bislang größte aller Weltausstellungen. Heute beherbergt das ehemalige Expo-Ost-Gelände den Expo Park Hannover, einen IT- und Medienstandort. Das westliche Pavillongelände wurde mit neuen Messehallen überbaut oder wird als Parkplatz genutzt. Hier fand unter anderem bis 2018 jährlich die größte Computermesse der Welt, die CeBIT, statt.
Das Nachrichtenmagazin Der Spiegel bezeichnete im September 2014 das Nachnutzungskonzept hingegen als „völlig missglückt“.
Beseitigte und abgerissene Pavillons
- Die Pavillons von Korea und Kroatien fanden keine Wiederverwendung.
- Die Pavillons von Singapur, Estland, Monaco und Norwegen wurden abgerissen.
- Der japanische Pavillon wurde recycelt und wiederverwertet.
- Der australische Pavillon war geleast und wurde wieder zurückgegeben.
- Der außergewöhnliche Länderpavillon der Republik Jemen sollte ursprünglich als Kulisse für eine orientalische Soap Opera dienen. Er stand bis zu seinem Abriss 2009 an der Straße der Nationen und seine „Zuckerbäckerarchitektur“ wirkte besonders nachts. Der Bau wirkte anachronistisch, passte aber ins Bild durch seine Lage an den „Gärten im Wandel“. Nach der Expo wurde der Pavillon von der „Brunch.TV Film“ als Eventlocation vermarktet. Das Gebäude, ursprünglich ein Vorzeigeprojekt der EXPO-Nachnutzung, wurde 2009 abgerissen.[33]
- Der irische Pavillon wurde abgebaut und sollte in Irland am Campus des Dún Laoghaire Institute of Art, Design and Technology weitergenutzt werden. Der Plan wurde jedoch verworfen, da die Kosten eines Wiederaufbaus die eines Neubaus deutlich überschritten hätten. Teile des Gebäudes wurden an einen deutschen Investor verkauft, der Rest verschrottet.[34]
- Der Pavillon Polens war nach der Expo Heimat des „9-Drachen-Parks“, einer Zusammenstellung verschiedener Teile der asiatischen Halle, die sich auf dem Gelände West befand. Es gab eine Nutzung durch Restaurants und Kulturvereine. Seit einem Brand im September 2005 war er nur noch selten geöffnet und teilweise eingestürzt. 2015 wurde er abgerissen.[35][36][37]
- Spanien wollte seinen Pavillon als Kulturzentrum nutzen, hatte aber keine Unterstützung bei den Konzepten. Der Pavillon verfiel zusehends und wurde 2016 kurz vor einer geplanten Weiternutzung als Oldtimermuseum[38] durch einen Großbrand zerstört.[39] Danach wurde er für eine Neubebauung abgerissen.[40]
- Der modern gestaltete gelbe Pavillon Litauens wurde 2024 abgerissen.[41][42] 2019 kam es zweimal zu Bränden[43][44] und in dem Jahr wurden Pläne des kommunalen Entsorgers aha bekannt, ihn auf den 121 Meter hohen Nordberg der Deponie Hannover zu versetzen.[45]

Verbliebene Pavillons und Einrichtungen
- Die „Gärten im Wandel“ des Landschaftsarchitekten Louafi verblieben vor Ort.
- Die Exponale ist weiterhin als Fußgängerbrücke erhalten. Die äußeren Brückensegmente aus Holz wurden 2009 zurückgebaut, womit die Brücke die Hälfte ihrer Breite verlor.
- Das größte freitragende, von Weißtannen gestützte Holzdach der Welt bleibt als Wahrzeichen der Expo 2000 für weitere Messen erhalten.
- Der erste nachgenutzte Pavillon war der bei den Besuchern sehr beliebte finnische Pavillon auf dem Expo-Ost-Gelände, in dem das Büro-Zentrum Finbox eröffnet wurde.
- Den schwedischen Pavillon übernahm eine Beschallungsfirma.
- Der belgische Pavillon dient unter dem Namen Peppermint Pavillon heute als Eventlocation, Musikstudio und Sitz der Plattenfirma des Musikproduzenten Mousse T.
- Der Pavillon des Vereinigten Königreichs stand lange Zeit leer und wird nun durch ein Unternehmen genutzt.
- Im dänischen Pavillon war seit 2011 ein 3D Science Center untergebracht.[46] 2018 wurde er an ein Unternehmen verkauft.
- Der Pavillon von Frankreich wurde zunächst für einige Jahre vom Sportartikel-Unternehmen Decathlon als Filiale genutzt, nach mehr als unbefriedigenden Umsätzen schloss diese und der Pavillon stand einige Zeit leer. Im Januar 2007 hat die BMW-Niederlassung Hannover in dem Pavillon ihre Filiale am Expo Park Hannover eröffnet. Die daneben liegende Postbox bezog ebenfalls BMW.
- Das Global House wird von der Fakultät III – Medien, Information und Design der Hochschule Hannover genutzt.
- „The Living Planet“ ist ein Projekt, das für den WWF realisiert wurde. Stefan Szczesny gestaltete die Keramikwände und André Heller den Pavillon und die große Figur aus Pflanzen. Beides ist im Park des Unternehmens Villeroy & Boch in Mettlach wieder aufgebaut worden und kann öffentlich besichtigt werden.
- Der deutsche Pavillon befindet sich noch auf dem Gelände und wurde durch mehrere IT- und Medienunternehmen genutzt. Im Zuge der Flüchtlingskrise in Deutschland ab 2015 erwarb die Stadt Hannover das Gebäude für 5,7 Millionen Euro von Josef Wund.[47] Im Winter 2015/2016 war darin eine Außenstelle des Braunschweiger Standortes der Landesaufnahmebehörde Niedersachsen (LAB-NI) mit kurzzeitiger Unterbringung von mehreren hundert Geflüchteten eingerichtet. Von März bis August 2016 bestand im Gebäude eine Notunterkunft zur längerfristigen Unterbringung von bis zu 430 Flüchtlingen.[48] Seither steht er größtenteils leer.
- Der Expo-Wal (Pavillon der Hoffnung) wurde von World Vision Deutschland an die LIM WAL gGmbH vermietet und inzwischen auch an diese verkauft, die das Gebäude als Eventcenter, im Rahmen einer Vermietung an ein Catering Unternehmen und Kirche betreibt. Seit 2004 wird der Pavillon der Hoffnung für die Expowal-Gottesdienste unter dem Titel „Expowal – Eine unglaubliche Kirche“ von Heino Masemann im Auftrag des Landesvereins für Innere Mission genutzt.[49][50][51][52]

Translozierte Pavillons im Inland
- Die Steine des Pavillons von Jordanien wurden zum Bau eines Gastronomiebetriebes auf dem Klagesmarkt in Hannover genutzt, der inzwischen wieder abgerissen ist.[53]
- Der Cyclebowl wurde im Ruhrgebiet wieder aufgebaut.
- Der Pavillon von Sri Lanka wurde zur Lagerhalle einer Spedition in Krefeld.
- Der Christus-Pavillon wurde nach Volkenroda transloziert und als Teil einer Kirche verwendet. Das Kreuz des Pavillons bekam das Ökumenische Kirchencentrum Mühlenberg.
- Der mexikanische Pavillon wurde in Braunschweig als Bibliothek der Hochschule für Bildende Künste wieder aufgebaut.
- Der kolumbianische Pavillon wurde 2005 im Wolfsburger Allerpark für gastronomische Zwecke wieder aufgebaut.
- Der Schweizer Pavillon des Architekten Peter Zumthor wurde zu 60 Prozent als Bauholz verkauft und auf einem Vereinsgelände am Rande von Banteln verbaut. Der verbleibende Rest wurde auf der Landesausstellung Expo.02 in der Schweiz verwendet.
- Die Kabinen der Gondelbahn schweben heute im Skigebiet Fieberbrunn durch die Kitzbüheler Alpen beziehungsweise mit der Belchen-Seilbahn auf den Belchen im Schwarzwald.
- Der Pavillon von Nepal ist in Wiesent bei Regensburg wieder aufgebaut.
- Das Big Tipi, geplant vom Dortmunder Architekturbüro Schröder Schulte-Ladbeck, steht heute im Dortmunder Fredenbaumpark.
- Der indische Pavillon war zunächst eine Tennishalle in einem Gewerbegebiet von Seelze und wurde später zum Kinderspielparadies Ballorig.

Translozierte Pavillons im Ausland
- Der rumänische Pavillon wurde nach Rumänien verbracht.
- Der Pavillon von Äthiopien wurde ins Heimatland zurück transportiert.
- Der italienische Pavillon befindet sich im Messepark Rom.
- Der griechische Pavillon sollte bei den olympischen Spielen in Griechenland verwendet werden.
- Der isländische Pavillon (Blue Cube) steht heute im Danfoss Universe in Nordborg, Dänemark. In dem würfelförmigen Bauwerk befindet sich unter anderem ein Gletscher- und Blitzsimulator sowie als zentrales Element ein künstlicher Geysir.
- Der Pavillon des Heiligen Stuhls wurde 2002 als St.-Meinard-Kirche in Liepāja (Lettland) wieder aufgebaut.
- Die buddhistische Gemeinde La Boulaye in Frankreich erwarb den bhutanischen Pavillon und baute ihn im Burgund wieder auf.[54]
- Der Pavillon von Venezuela wurde Ende 2007 in Barquisimeto in Venezuela wieder aufgebaut, und die hydraulisch bewegten Dachelemente wurden wieder in Betrieb genommen.
- Der portugiesische Pavillon wird in der mittelportugiesischen Stadt Coimbra als Konzertsaal genutzt.[55]
- Der ungarische Pavillon wurde im April 2008 demontiert und nach Abu Dhabi verkauft, wo er zum Eingangsgebäude eines Wohn- und Gewerbeparks wurde.

### Fotos von Pavillons auf dem früheren Expo-Gelände

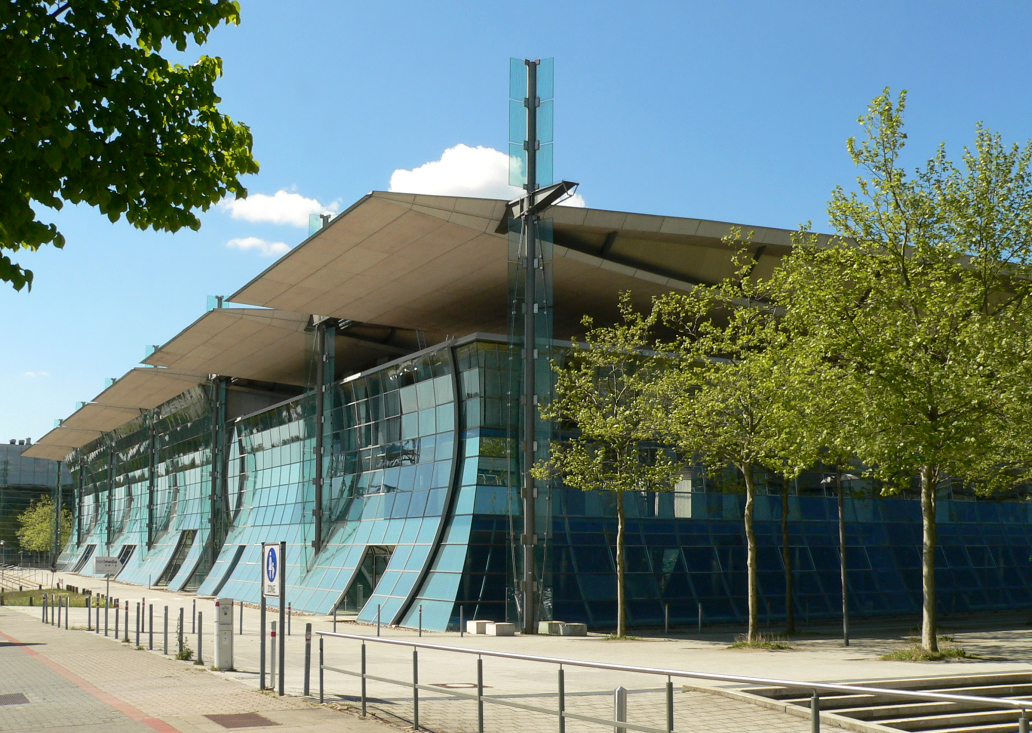
Deutscher Pavillon
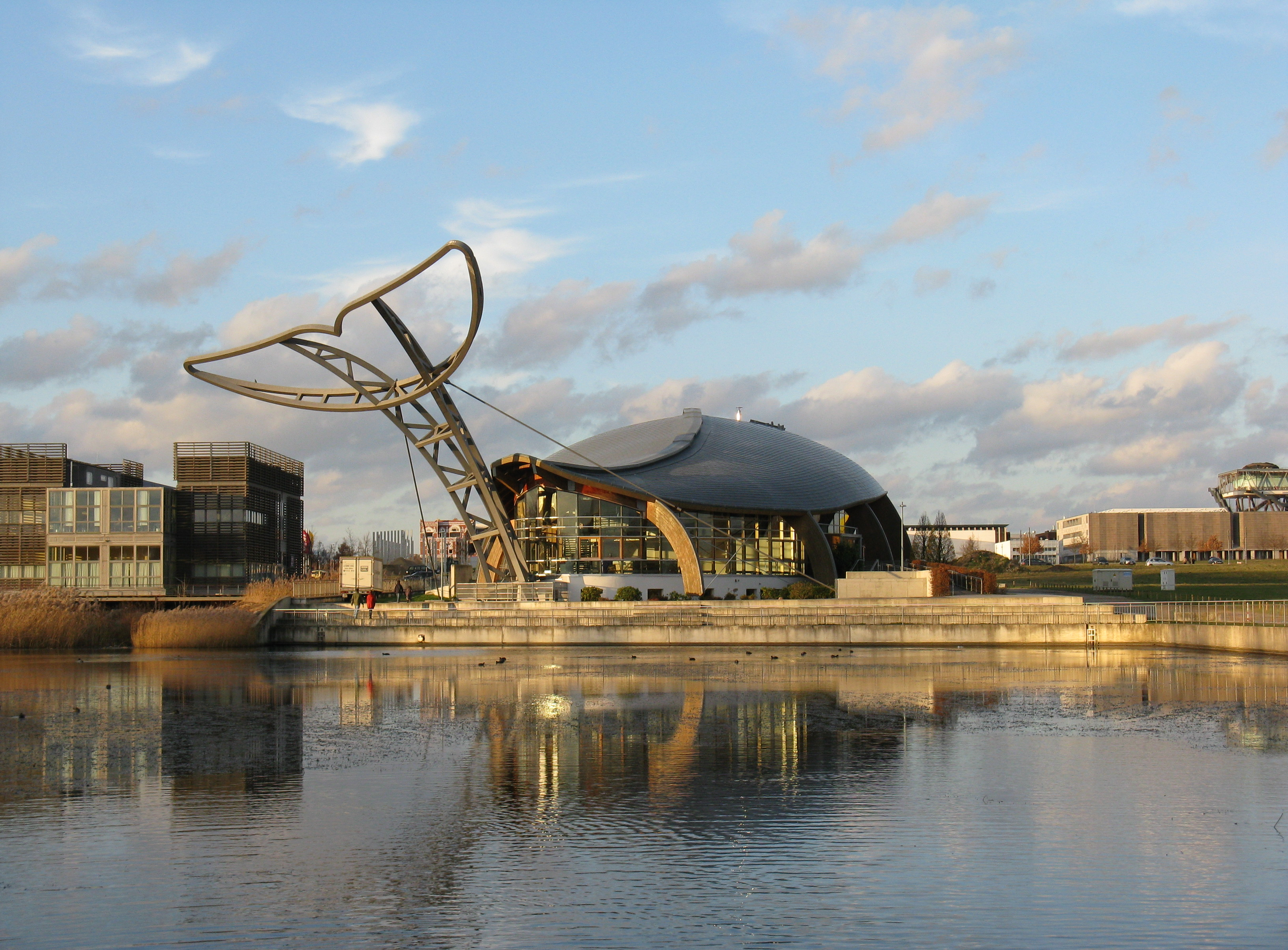
Pavillon der Hoffnung („Expo-Wal“)
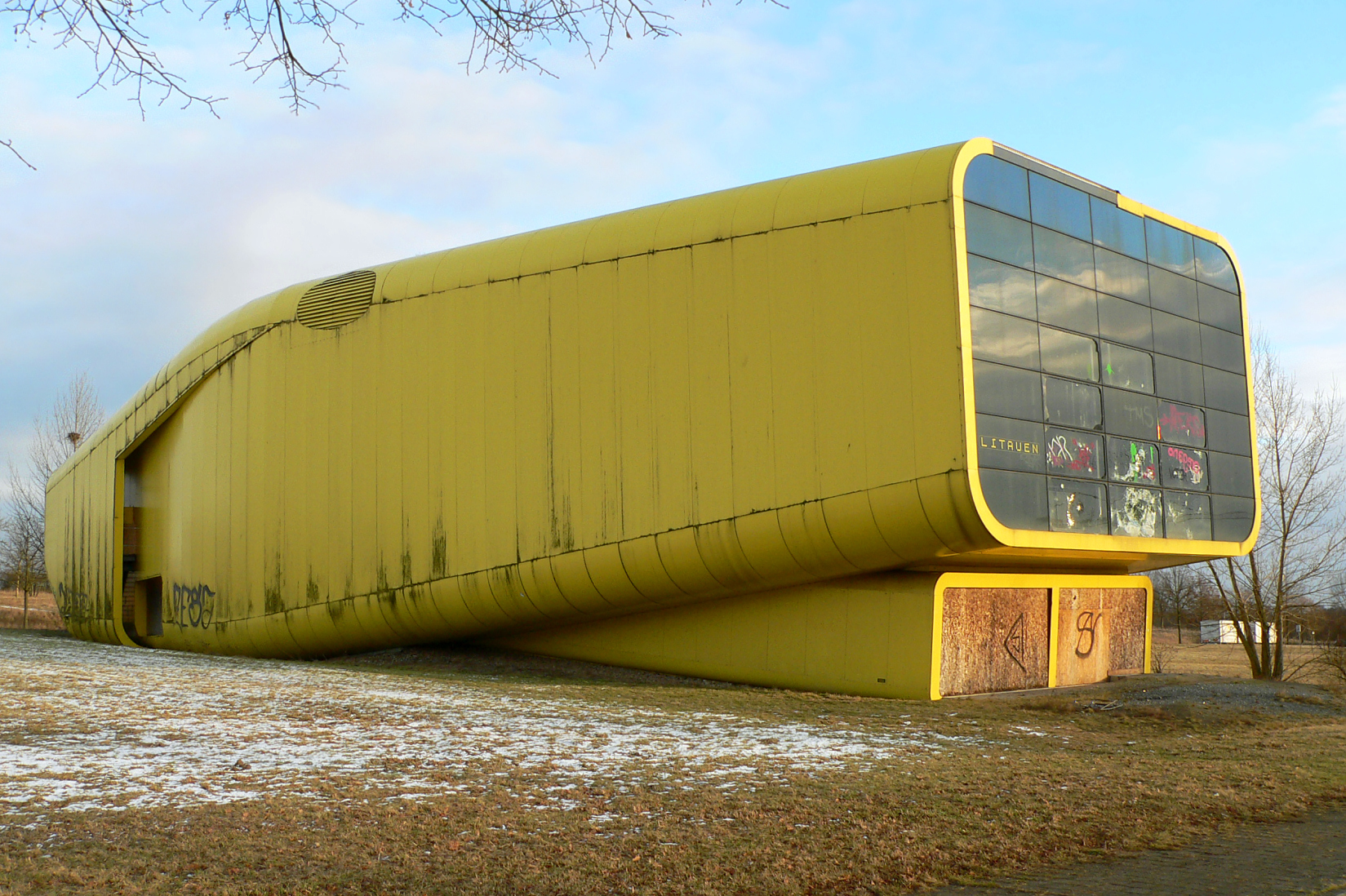
Ungenutzter Pavillon von Litauen, 2024 abgerissen
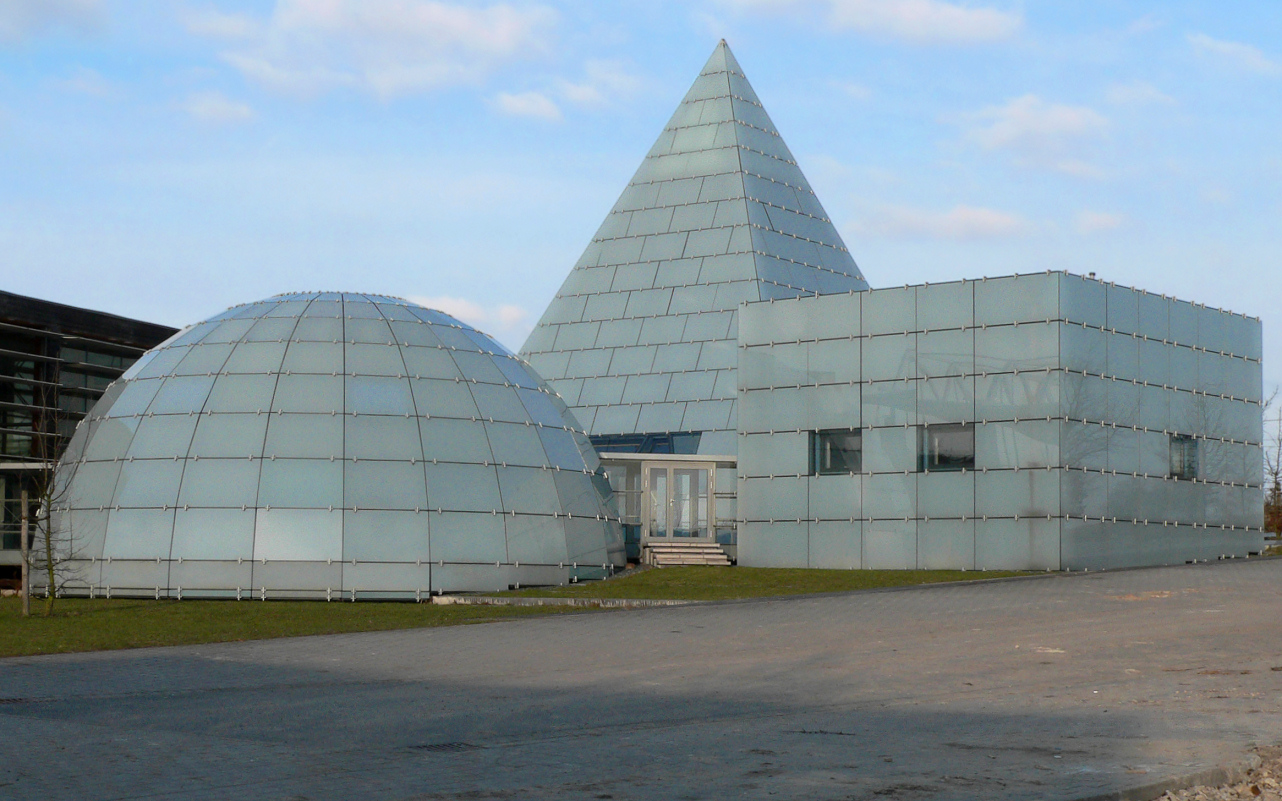
Dänischer Pavillon
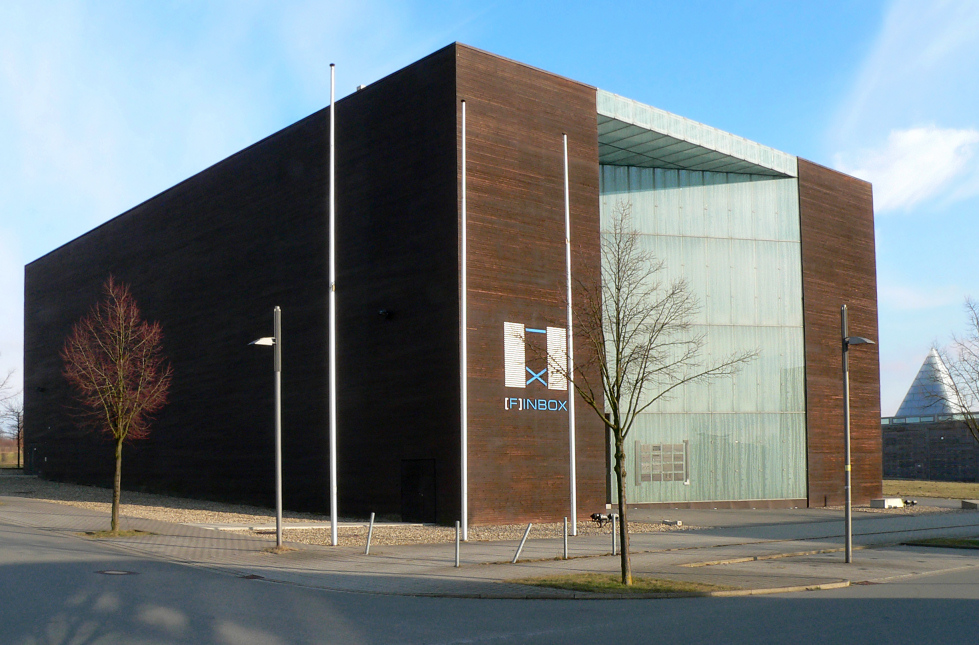
Finnischer Pavillon
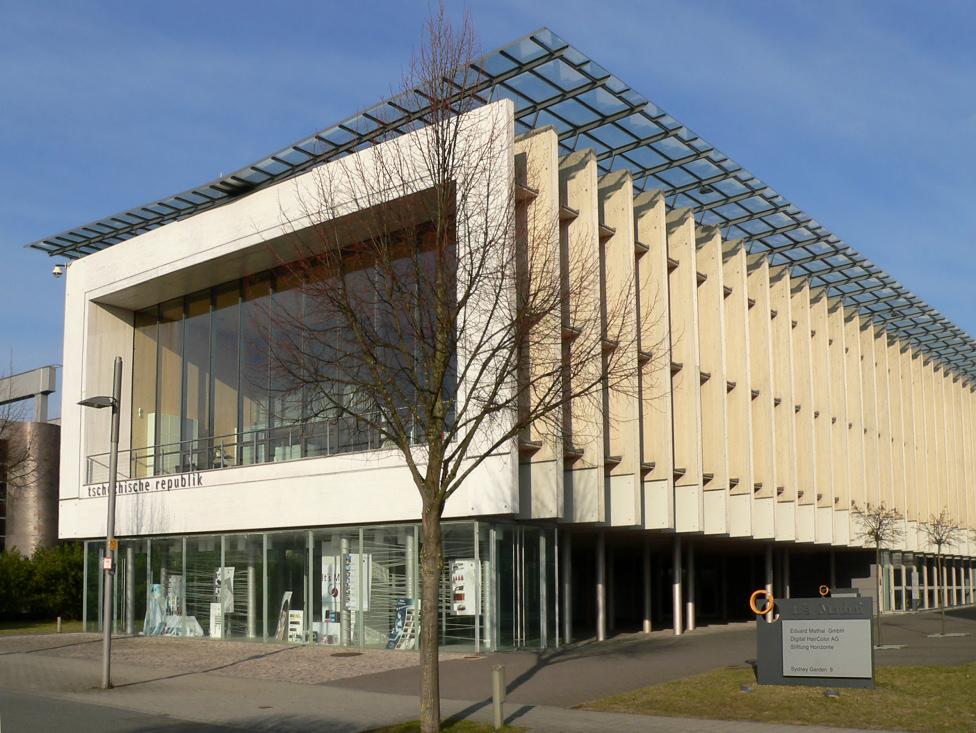
Tschechischer Pavillon
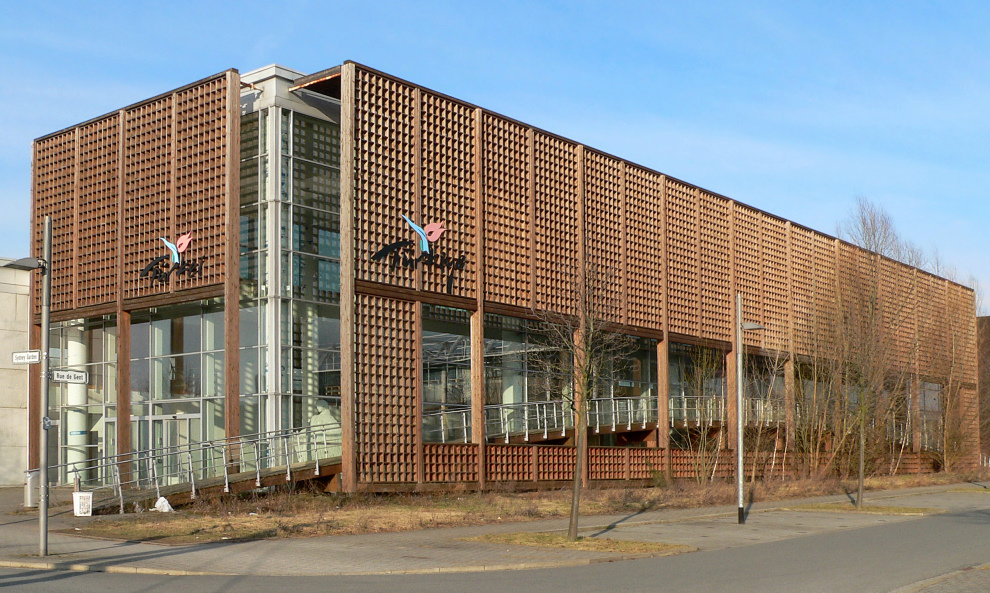
Pavillon der Türkei
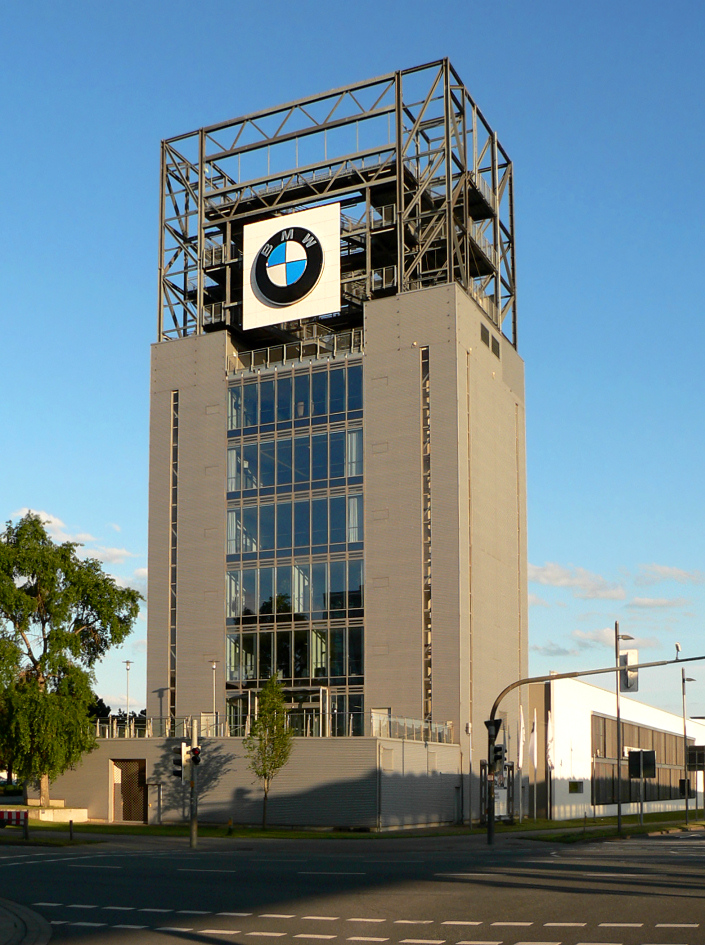
Ehemalige Postbox, heute BMW-Niederlassung
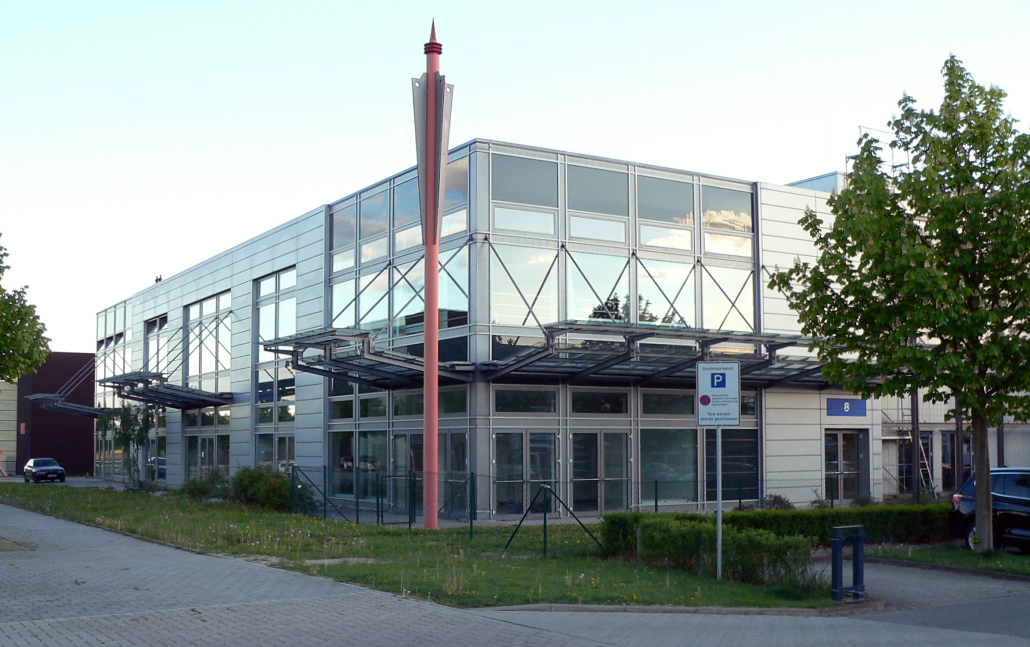
Pavillon des Vereinigten Königreichs
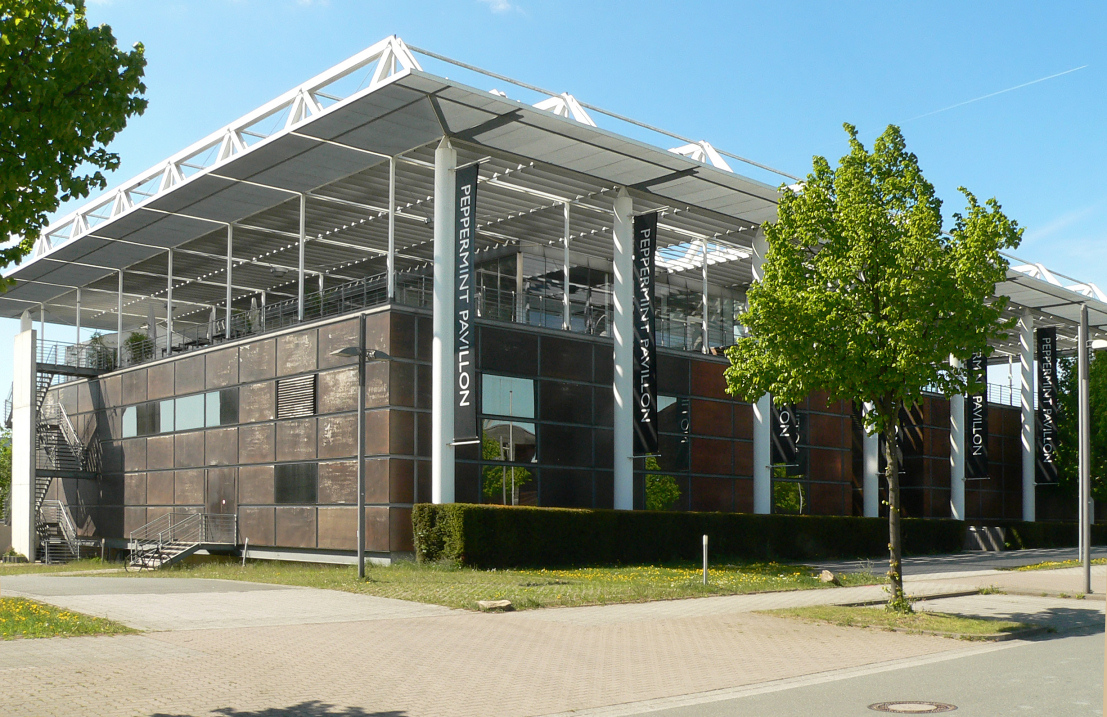
Belgischer Pavillon, heute Peppermint Pavillon
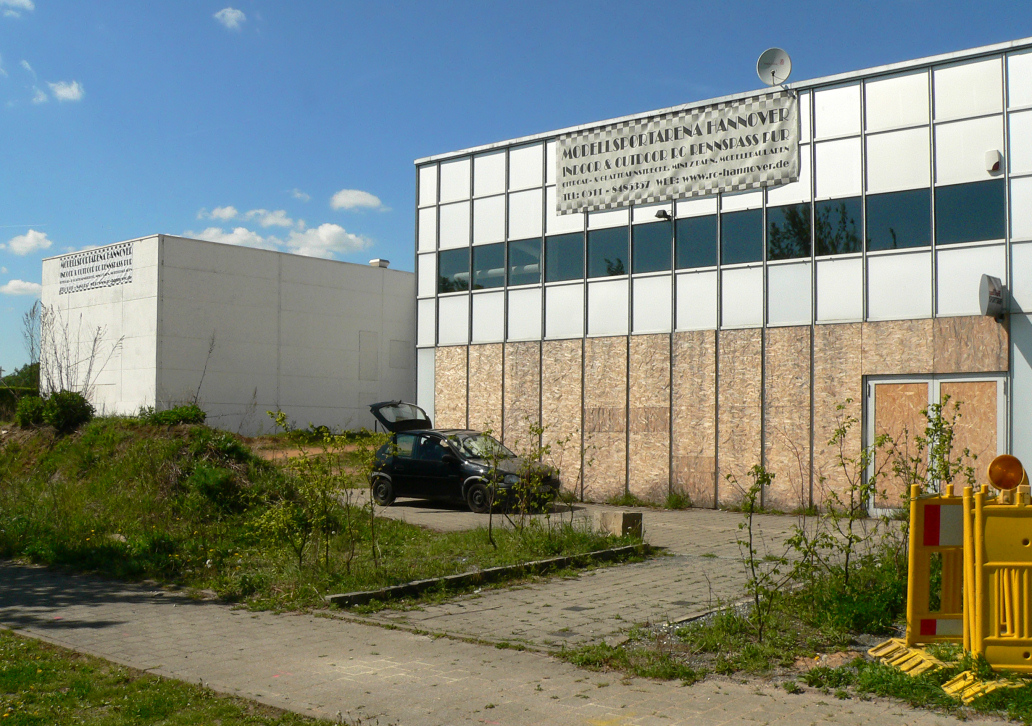
Pavillon von China
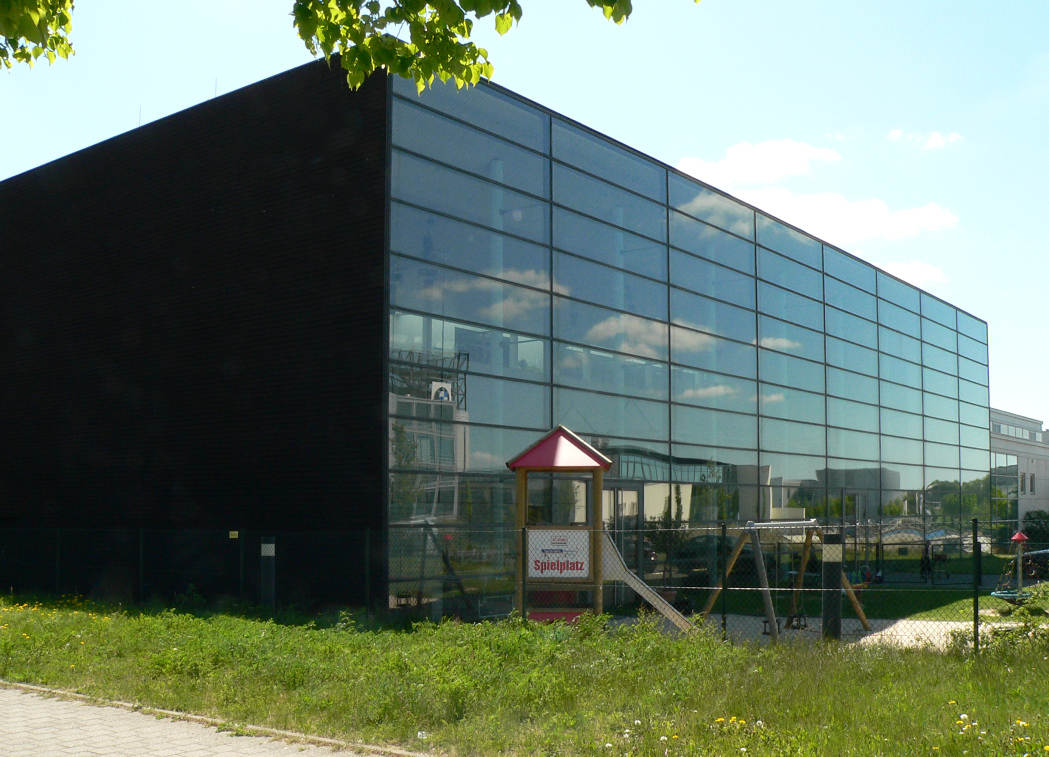
Pavillon von Schweden
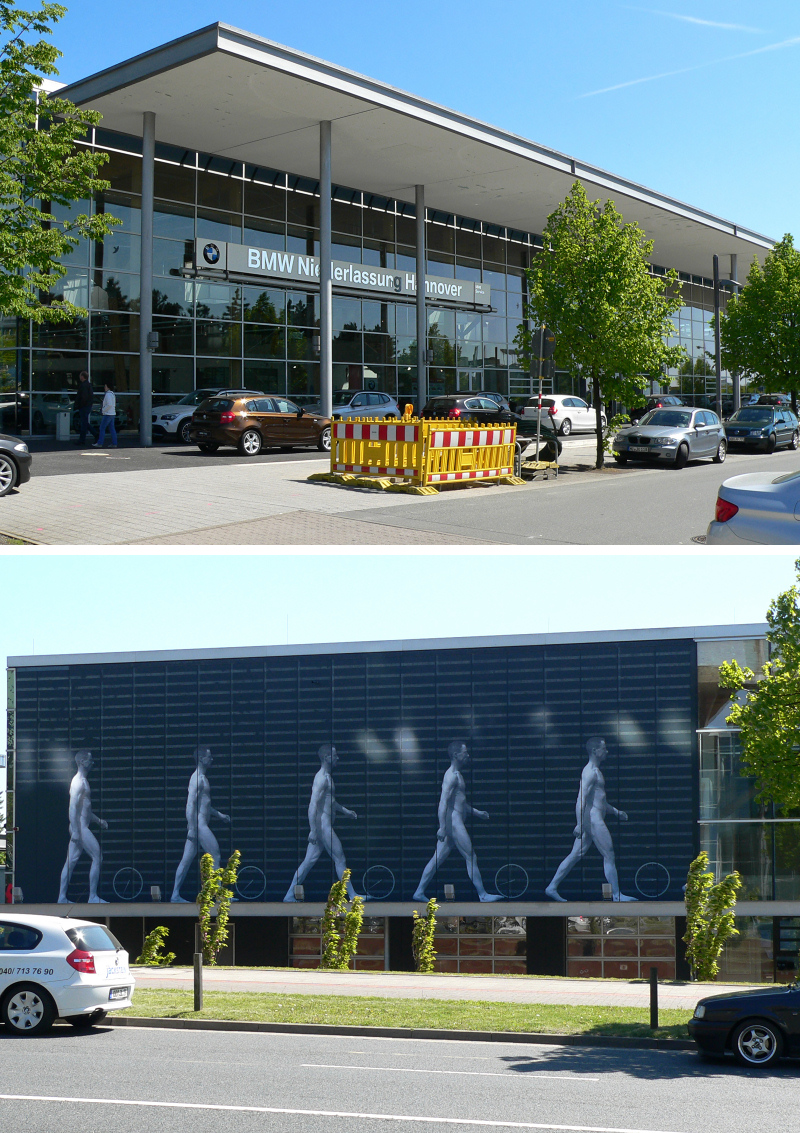
Pavillon von Frankreich mit Seitenwand mit markanter Abbildung aus der Zeit der Expo 2000
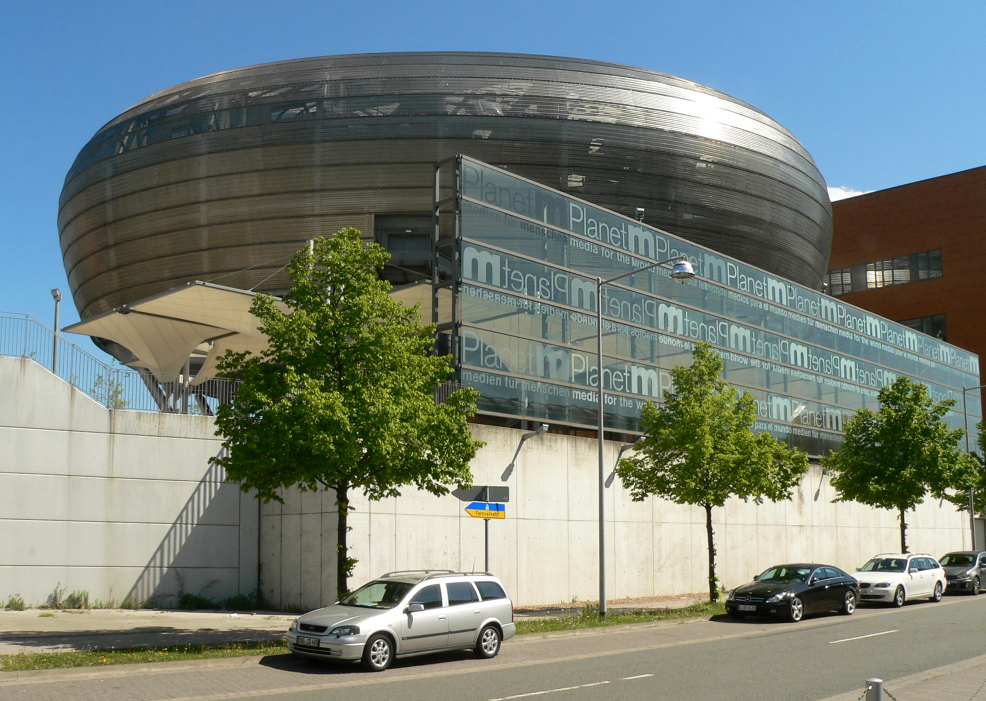
Planet M von Bertelsmann
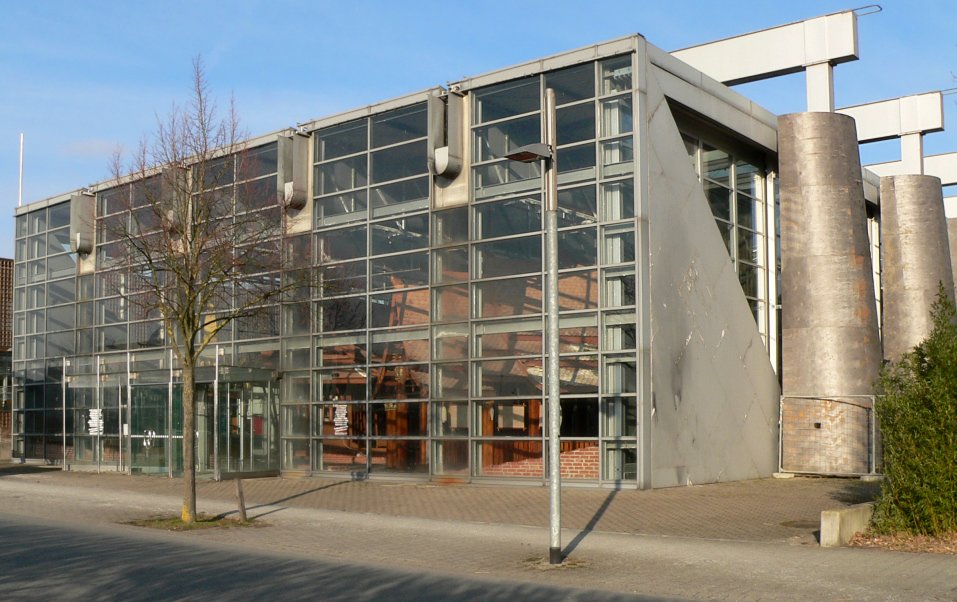
Polnischer Pavillon, 2015 abgerissen
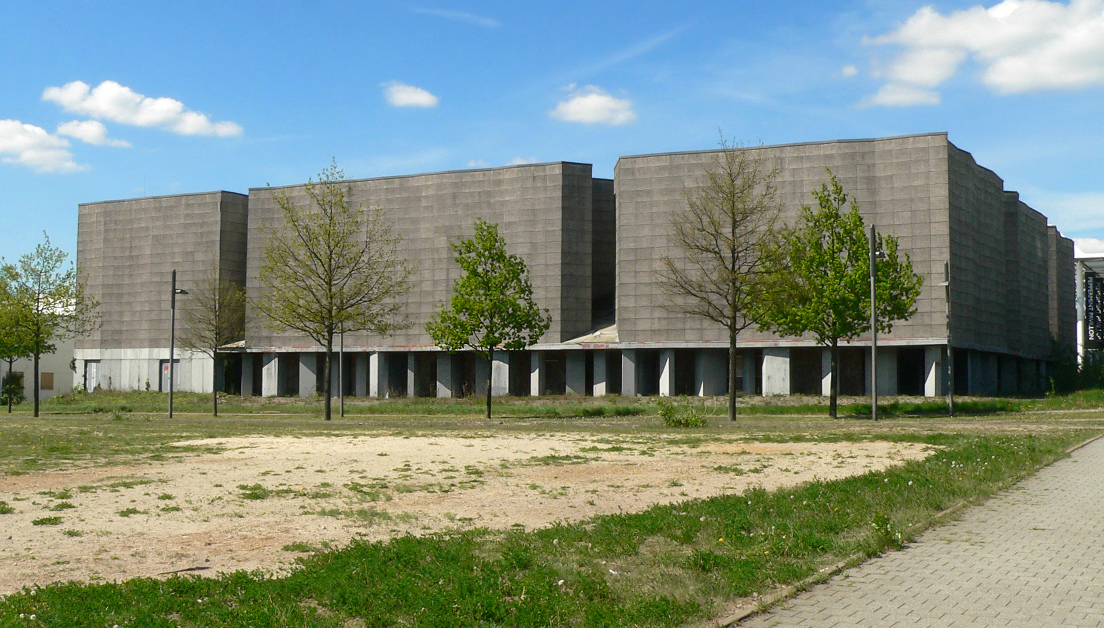
Ungenutzter Pavillon von Spanien, 2016 abgebrannt und abgerissen

### Fotos von nachgenutzten Pavillons an anderen Standorten

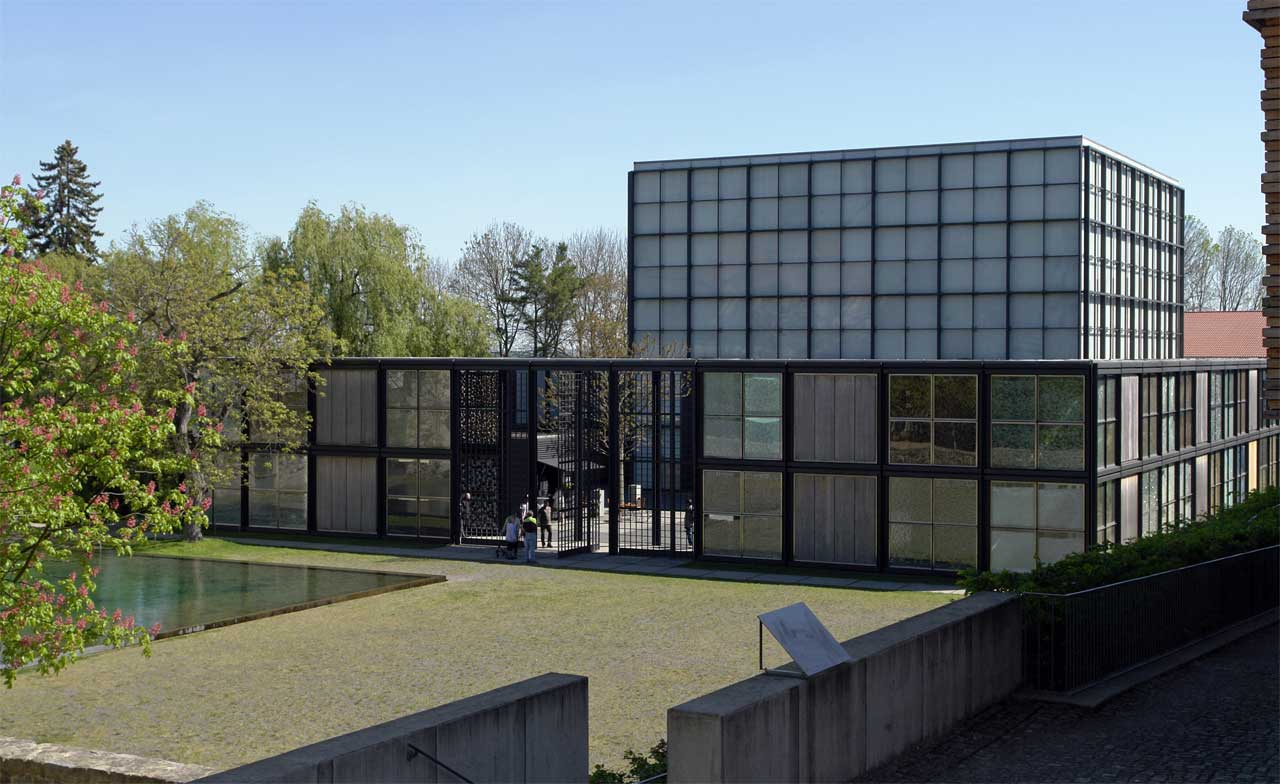
Christus-Pavillon in Volkenroda
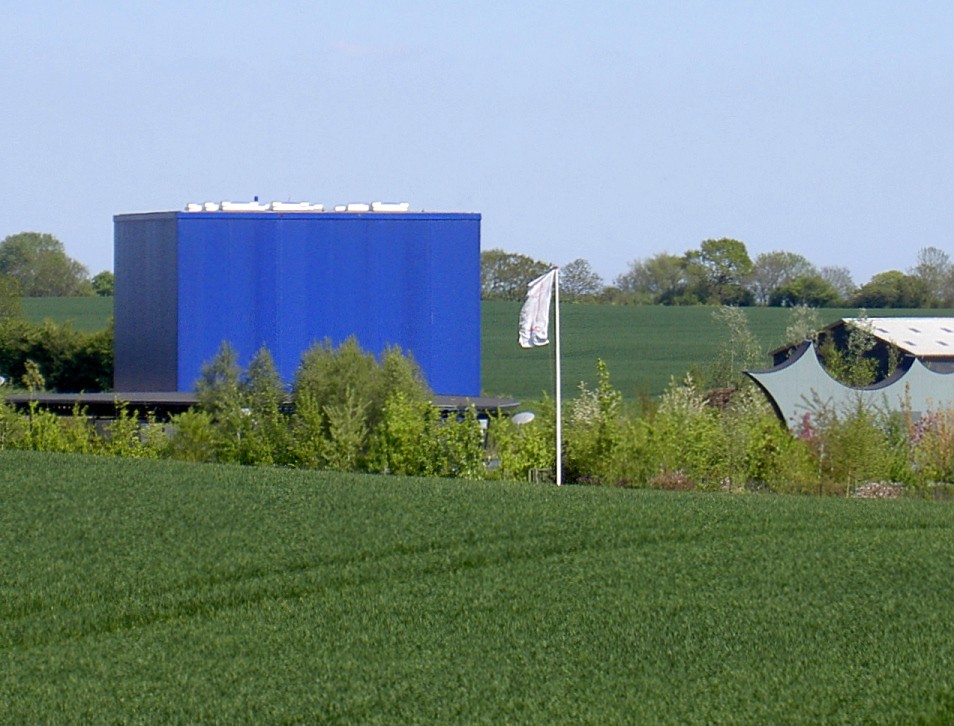
Isländischer Pavillon (Blue Cube) im Danfoss Universe
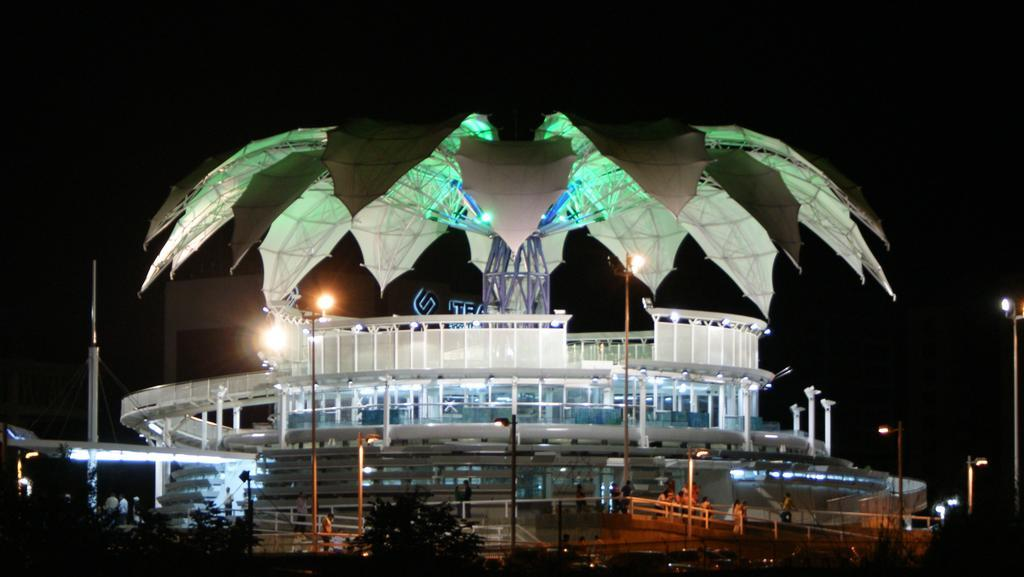
Pavillon von Venezuela in Barquisimeto
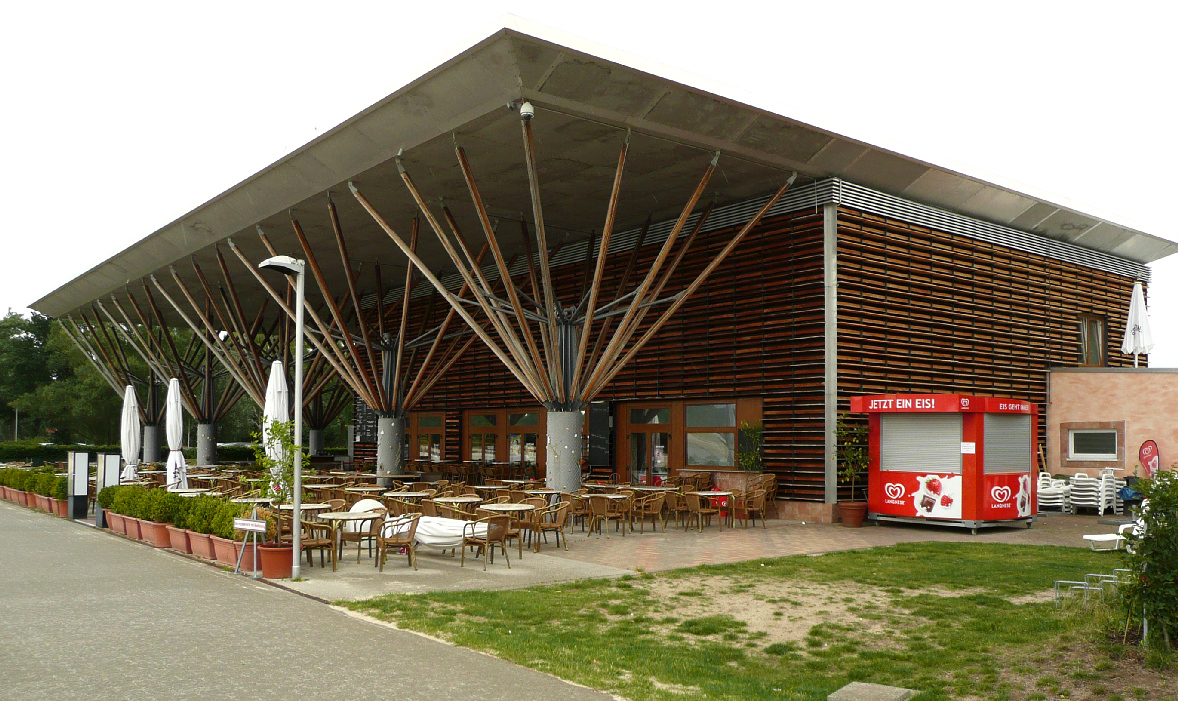
Kolumbianischer Pavillon als Restaurant im Allerpark in Wolfsburg
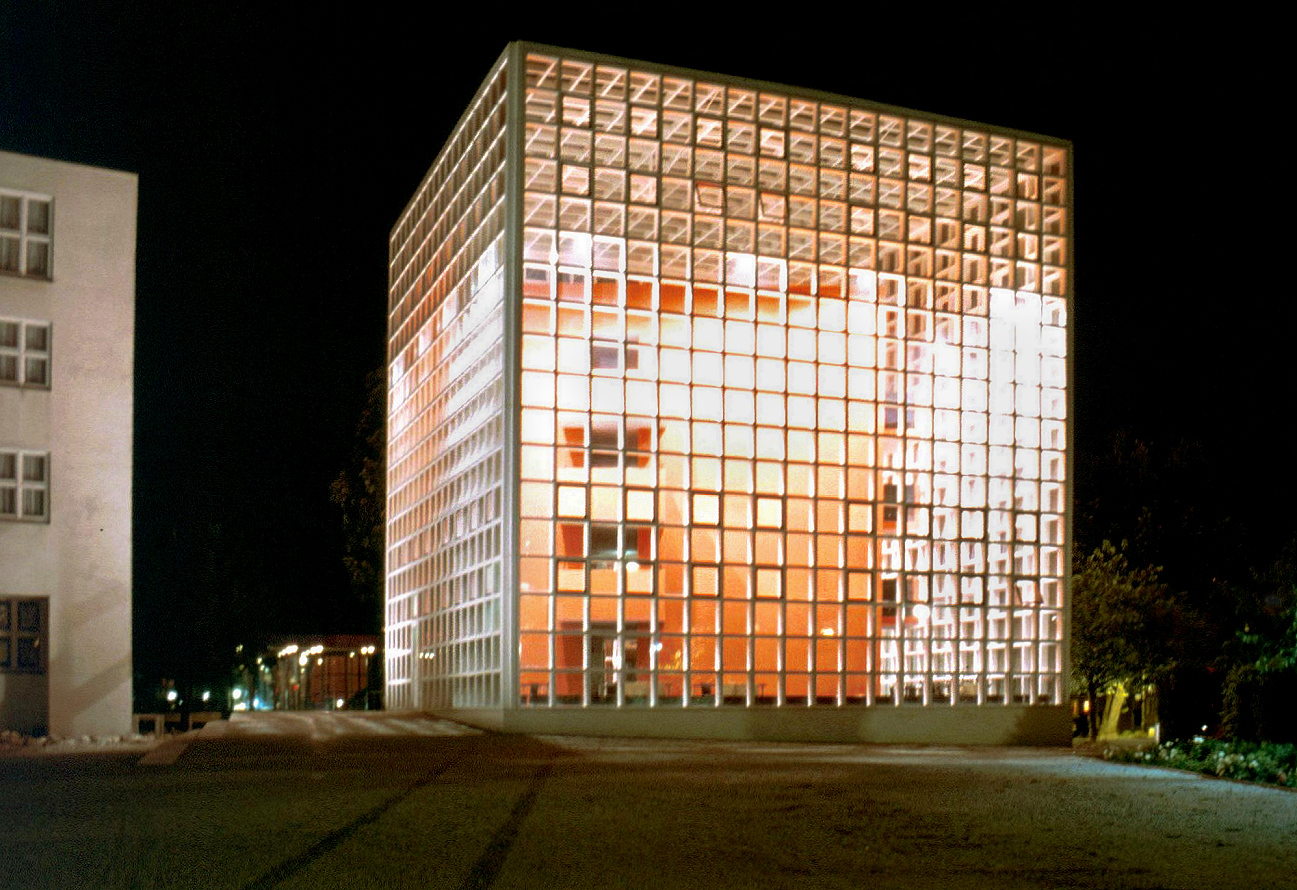
Der mexikanische Pavillon als Bibliothek der HBK in Braunschweig
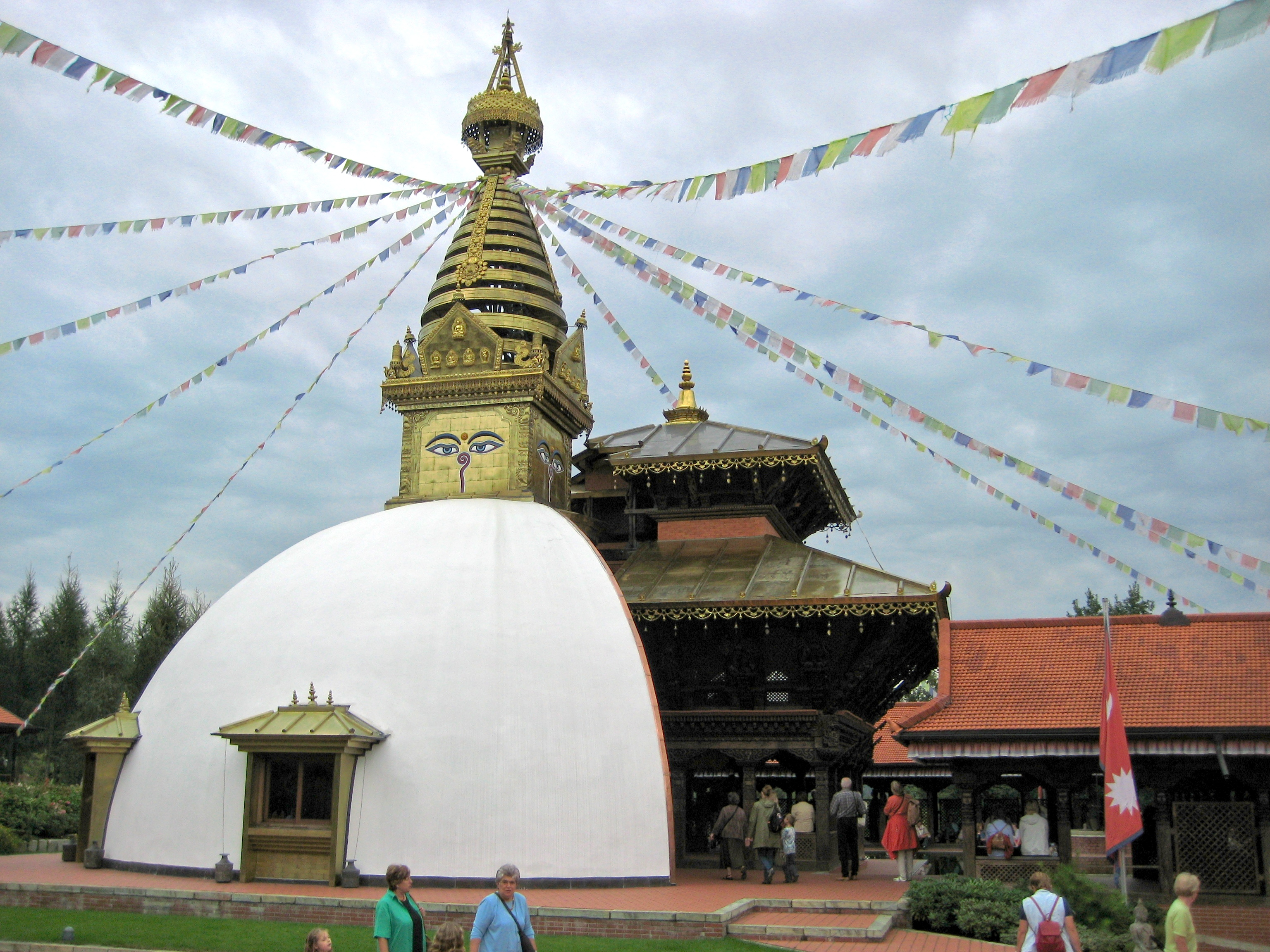
Der Nepal-Himalaya-Pavillon, wieder aufgebaut in Wiesent
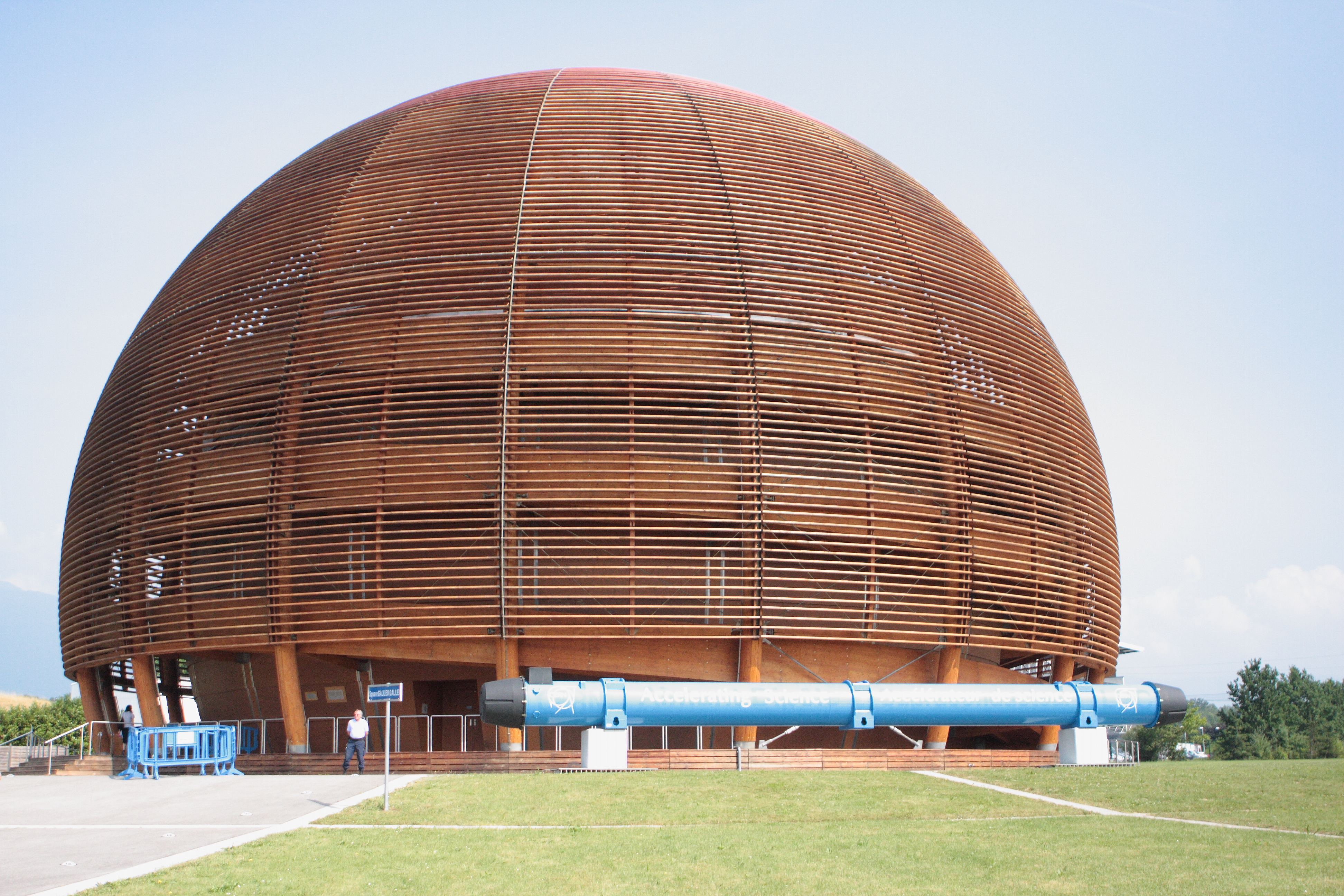
Globe of Science and Innovation am CERN bestehend aus dem Holz des Schweizer Pavillon
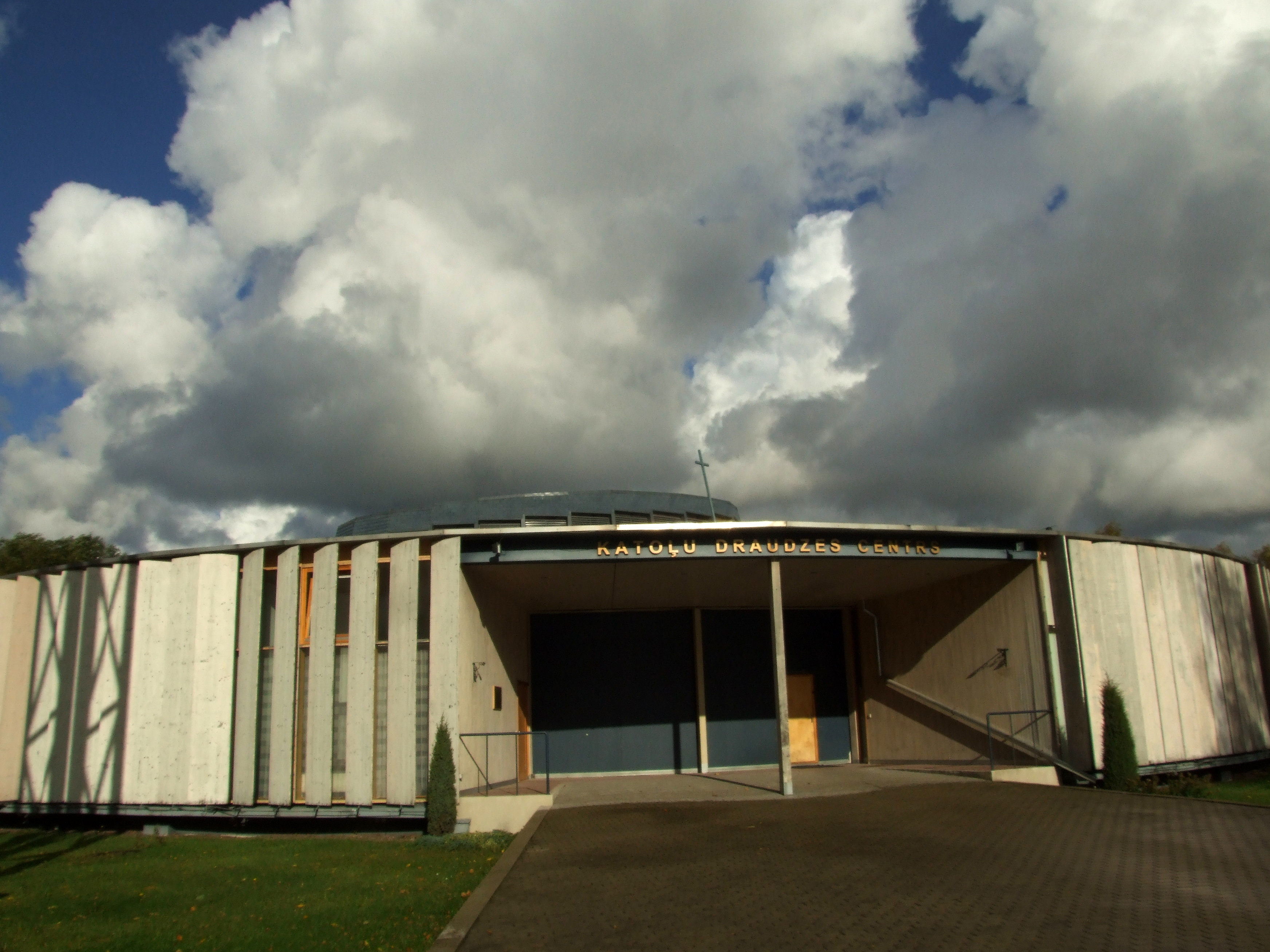
Die St.-Meinard-Kirche in Liepāja

### Problemfälle
Schwierigkeiten in der Nachnutzung gab und gibt es unter anderem bei folgenden Pavillons:

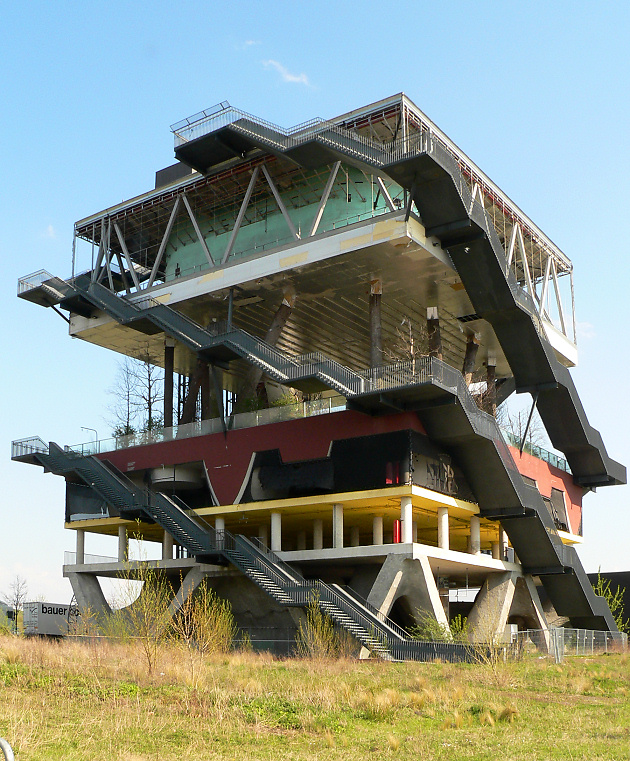
Holländischer Pavillon, 2008

- Der Pavillon von Lettland sollte durch ein Handelsunternehmen für Bernstein als Deutschland-Sitz genutzt werden, stand aber durch Bankrott leer und wurde zum ökologischen Schulungsbauernhof oder Maschinenbauhalle in Badbergen.
- Der chinesische Pavillon sollte als Naturheilkunde-Zentrum nachgenutzt werden, doch die Verhandlungen dazu verliefen im Sand und lange versuchte ein Maklerbüro, das schmucklose Betongebäude zu veräußern. Bis Juni 2012 wurde es als Modellsportarena genutzt. Im Juli 2012 wurde er verkauft und wird als Autopflegestation mit integrierter Lackiererei genutzt.
- Der Pavillon des Medien-Partners Bertelsmann mit seinem futuristischen Äußeren und der Bezeichnung Planet M sollte erst von Bertelsmann selbst genutzt werden, nach Wechsel dort im Vorstand wurde diese Idee verworfen und ein Abriss stand bevor. Seit Januar 2011 sitzt in diesem Gebäude die Hochschulverwaltung der Hochschule Hannover, die nebenan bereits einige Gebäude nutzt.[56]
- Die Türkei wollte in ihrem Pavillon ein Kultur- und Handelszentrum einrichten, der Pavillon wurde dazu vom türkischen Staat aufgekauft. Der Bau verfällt derzeit (2019) zunehmend.
- Der Holländische Pavillon befand sich über Jahre in einem verwahrlosten und von Vandalismus gekennzeichneten Zustand, zum Teil durch Brandstiftung.[57] 2020 wurde bekannt, dass das Gebäude als Wohnhaus umgebaut werden soll.[58] Seit 2022 wird er für Büros und andere Nutzungen als Mittelpunkt eines studentischen Campus umgebaut. Die Fertigstellung soll 2025 sein.[59]

### Expo-Museum

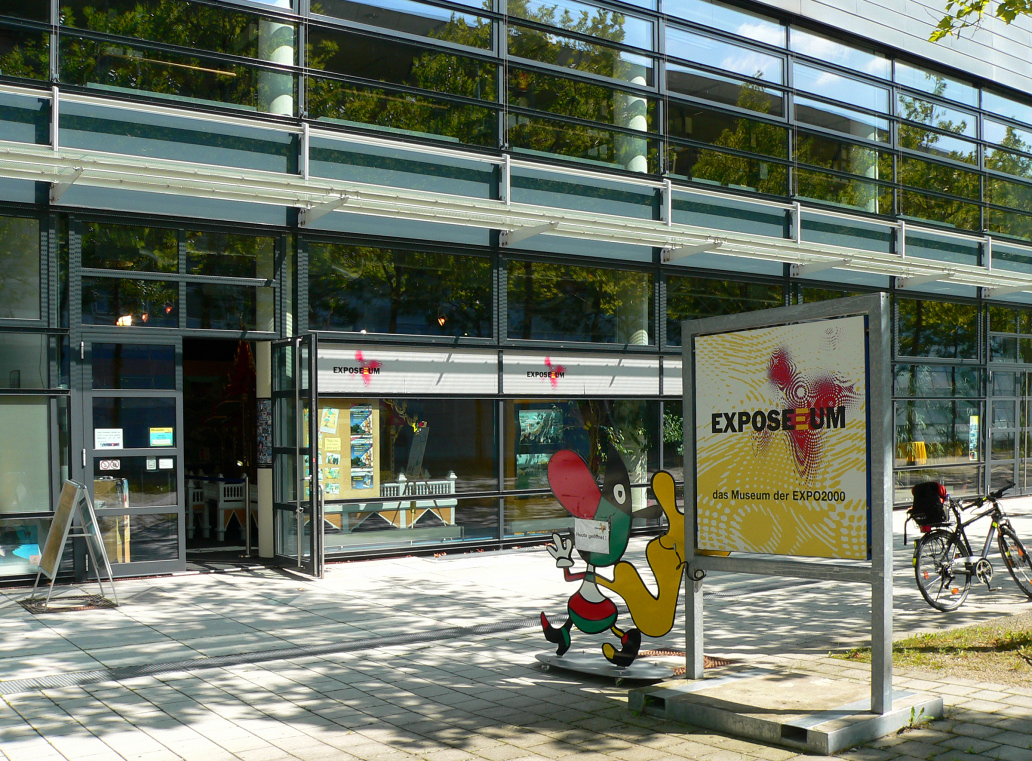
Museum Exposeeum auf dem früheren Ausstellungsgelände

Im Jahre 2001 gründeten ehemalige Expo-Beschäftigte das Museum Exposeeum, das seinen Sitz auf dem früheren Ausstellungsgelände hatte und 2019 geschlossen wurde. Ziel des Museums war die Erinnerung an die erste und bisher einzige Weltausstellung in Deutschland. Auf 500 m² Ausstellungsfläche wurden Fotos, Filme, Modelle des Geländes sowie einzelne Gastgeschenke der 153 teilnehmenden Nationen präsentiert. Der Fundus umfasst etwa 1000 Gastgeschenke und rund 3000 Filme, die die Expo-Gesellschaft dem Museum als Leihgabe überlassen hat. Dem Trägerverein des Museums gehören nach eigenen Angaben etwa 220 Mitglieder an. Der Verein wird nicht öffentlich gefördert und geriet mehrfach in finanzielle Schwierigkeiten.